# 新富市場
25°02′10″N 121°30′08″E / 25.035986°N 121.502096°E

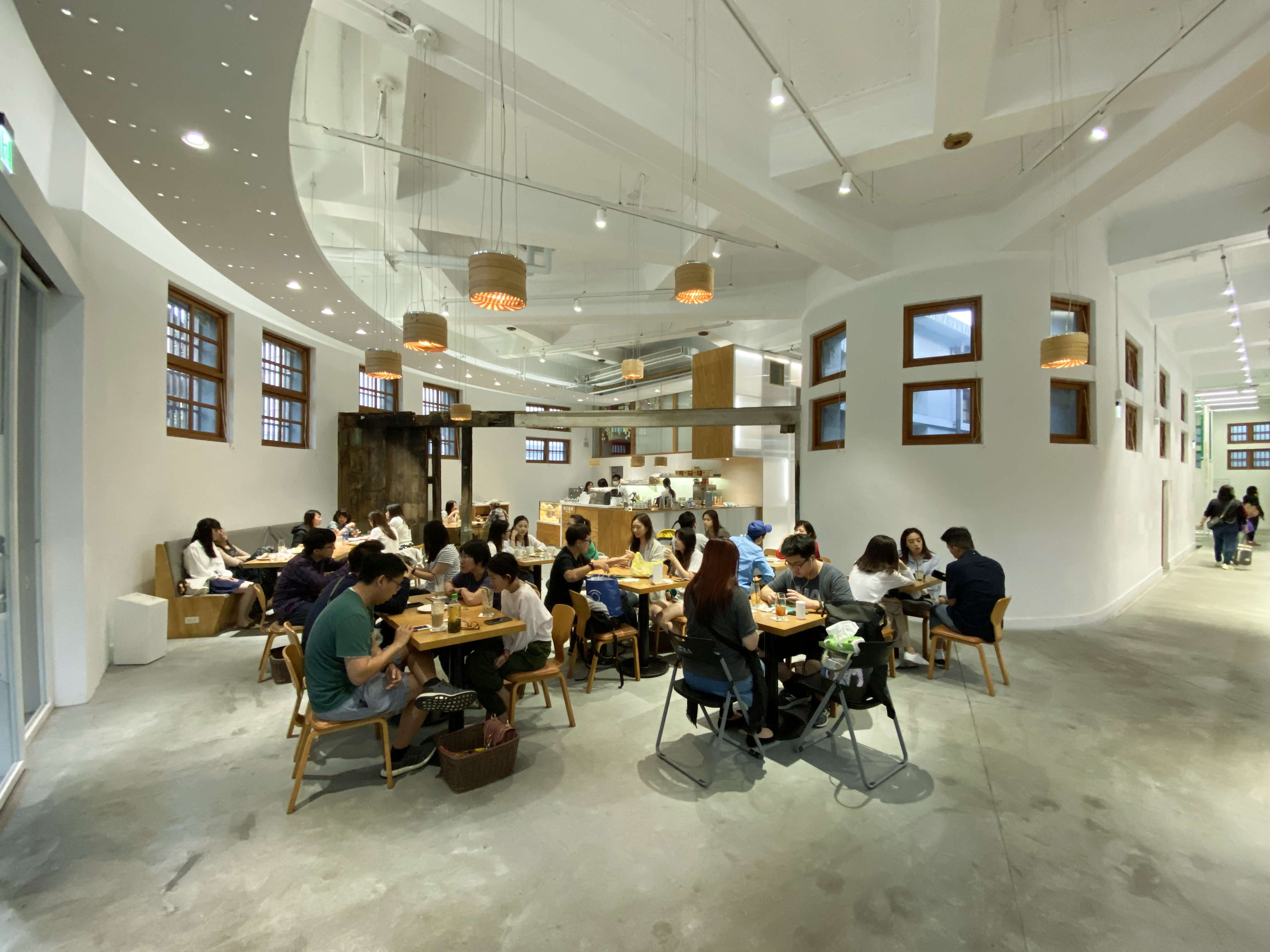
新富町文化市場內明日咖啡 MOT CAFÉ

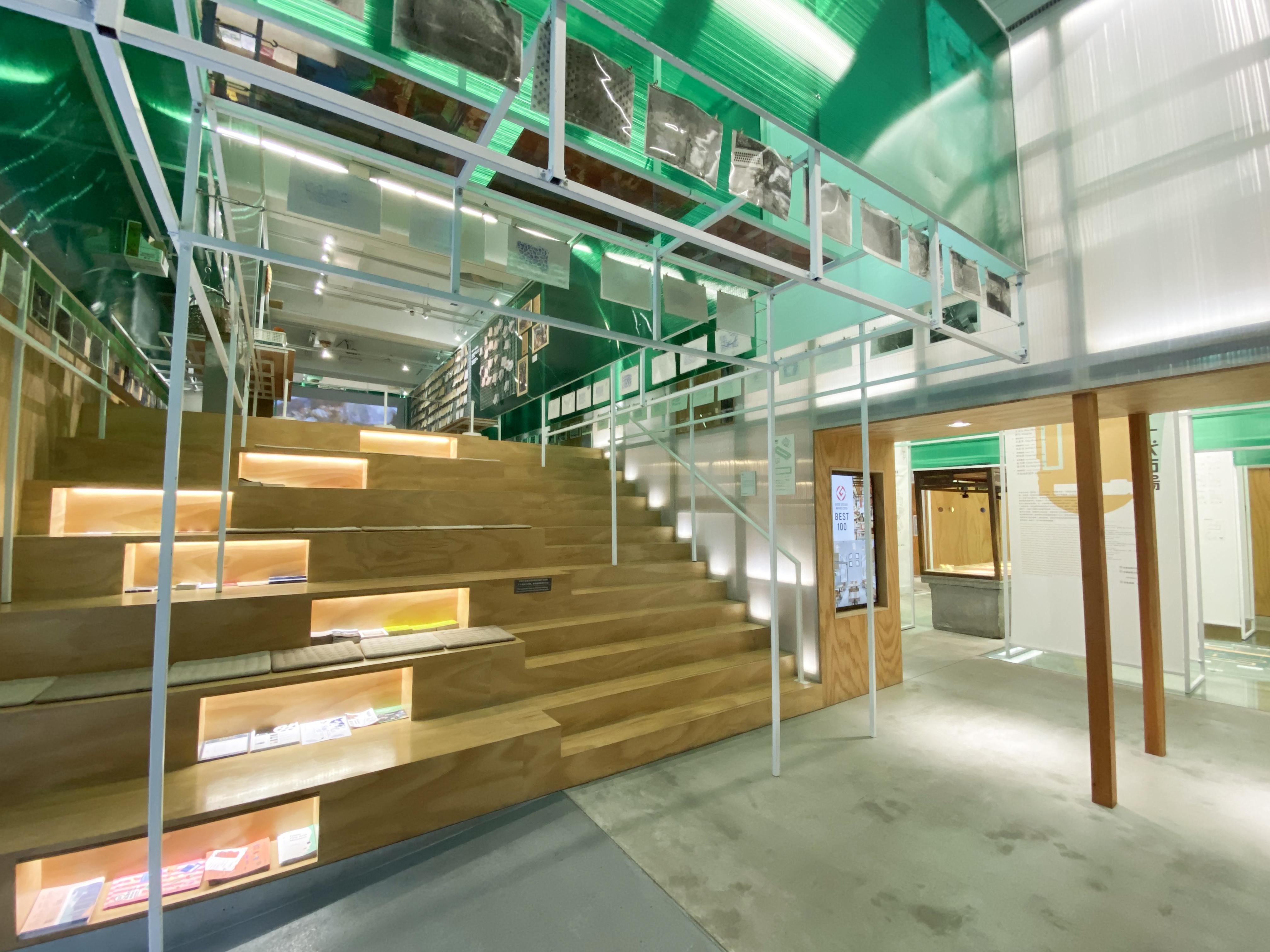
新富町文化市場展覽

新富市場，位於東三水街市場內，於和平西路三段81巷處另有出入口，是一座日治時代就存在臺北市萬華區的傳統市場。
為台北市直轄市定古蹟。

## 歷史
1918年12月25日，新富市場的前身在台北廳下崁落成。1920年10月，隨著地方制度改正，市場被命名為綠町市場，得名於所在位置的新地名綠町。
1935年1月7日，為了改善市場的商業機能，將綠町市場遷移至新富町。
1935年6月28日，新富町食料品小賣市場落成於臺北市新富町3丁目21番地；該市場之建築特色為馬蹄形之天井、高窗，以及具現代主義風格之裝飾。
2010年代，忠泰建築文化藝術基金會將其接手改造，並於2017年3月正式向大眾公開改造成果，將該場所之名稱改為「新富町文化市場U-mkt」。
原新富市場續留29攤安置於現址外圍三水街持續營業，現行新富市場中以生鮮熟食及日用品為主，其中阿城鮮魚號、阿婆油飯及多餃舍皆為歷久不衰的名攤。

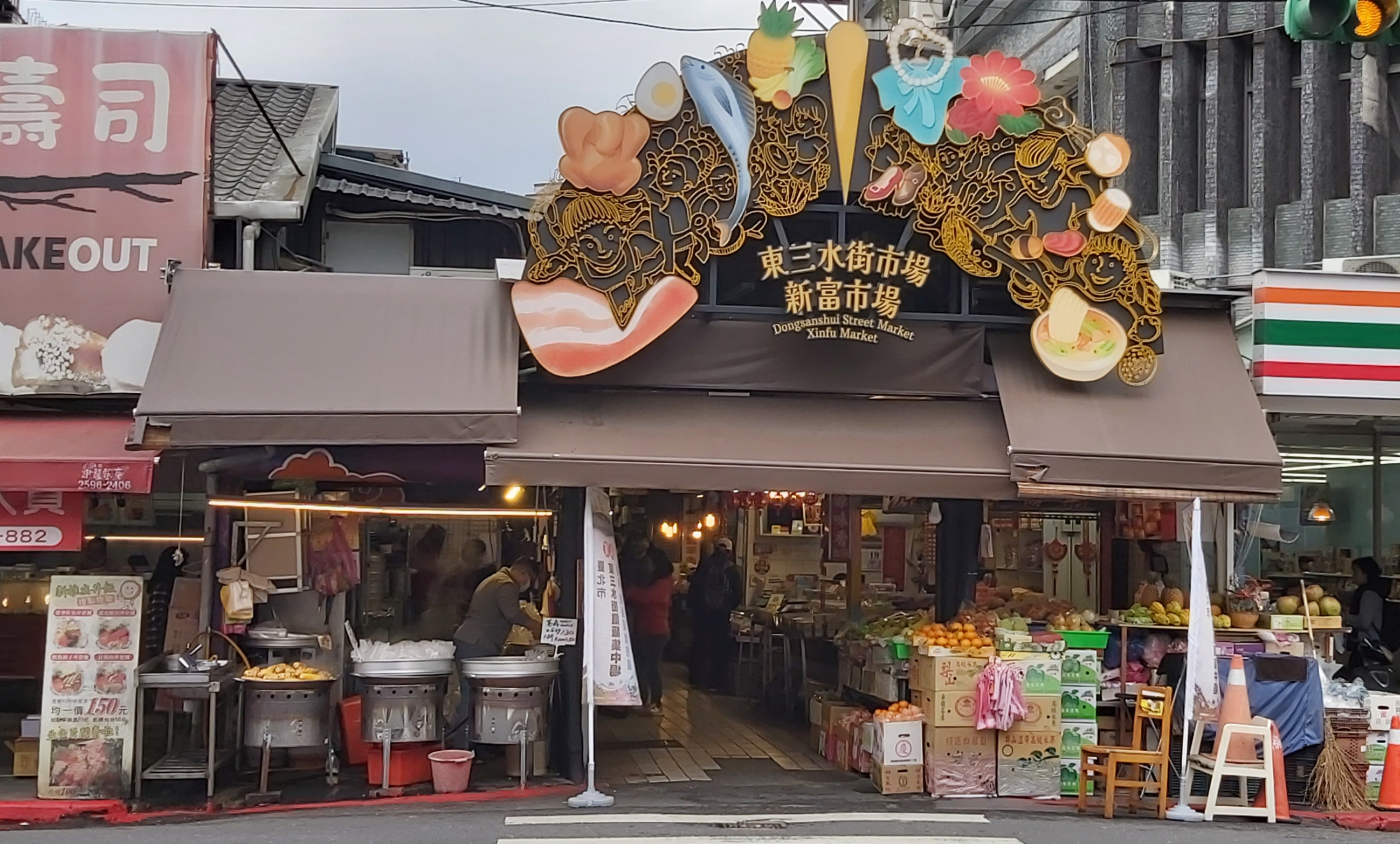
東三水街新富市場康定路入口
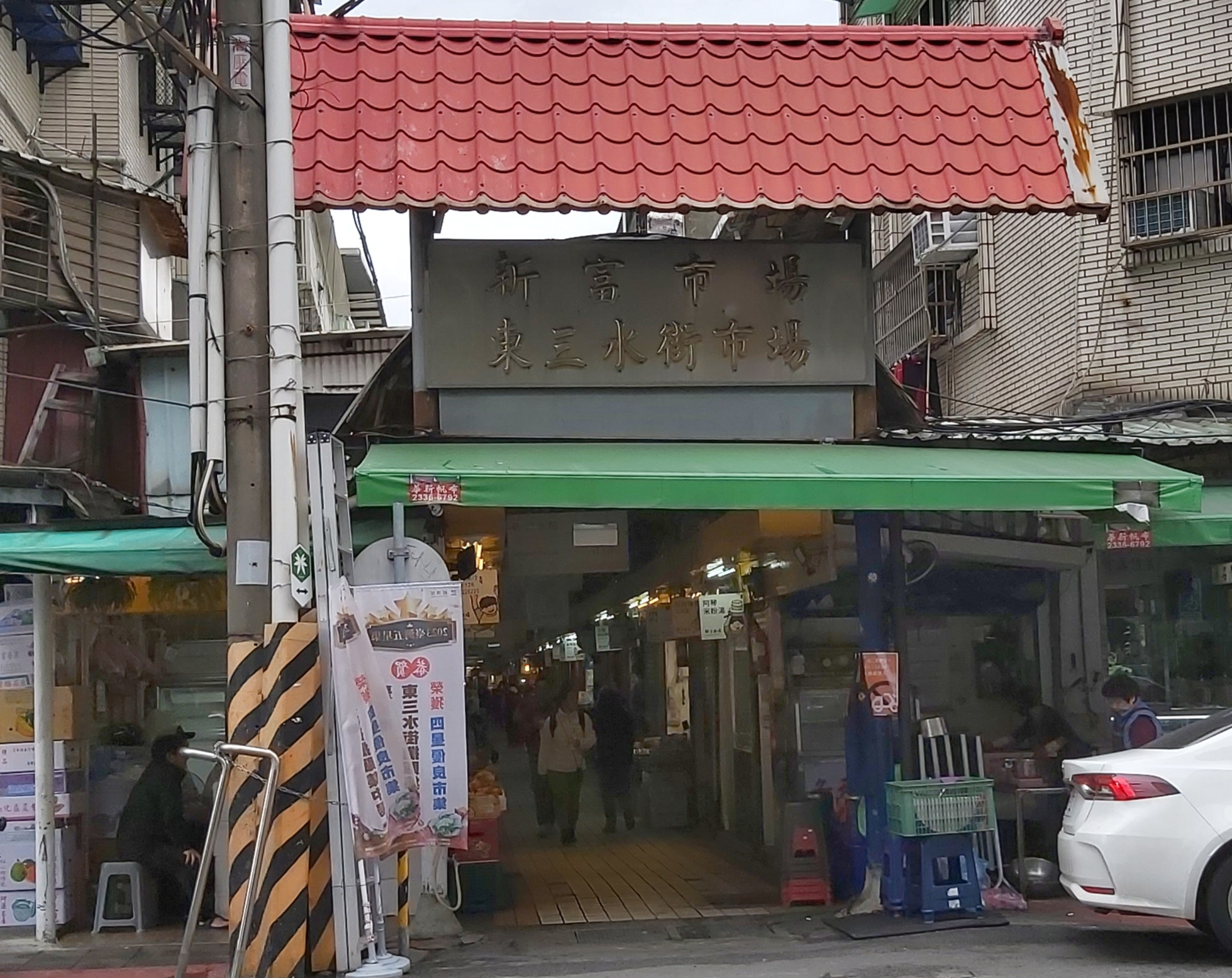
東三水街新富市場昆明街入口
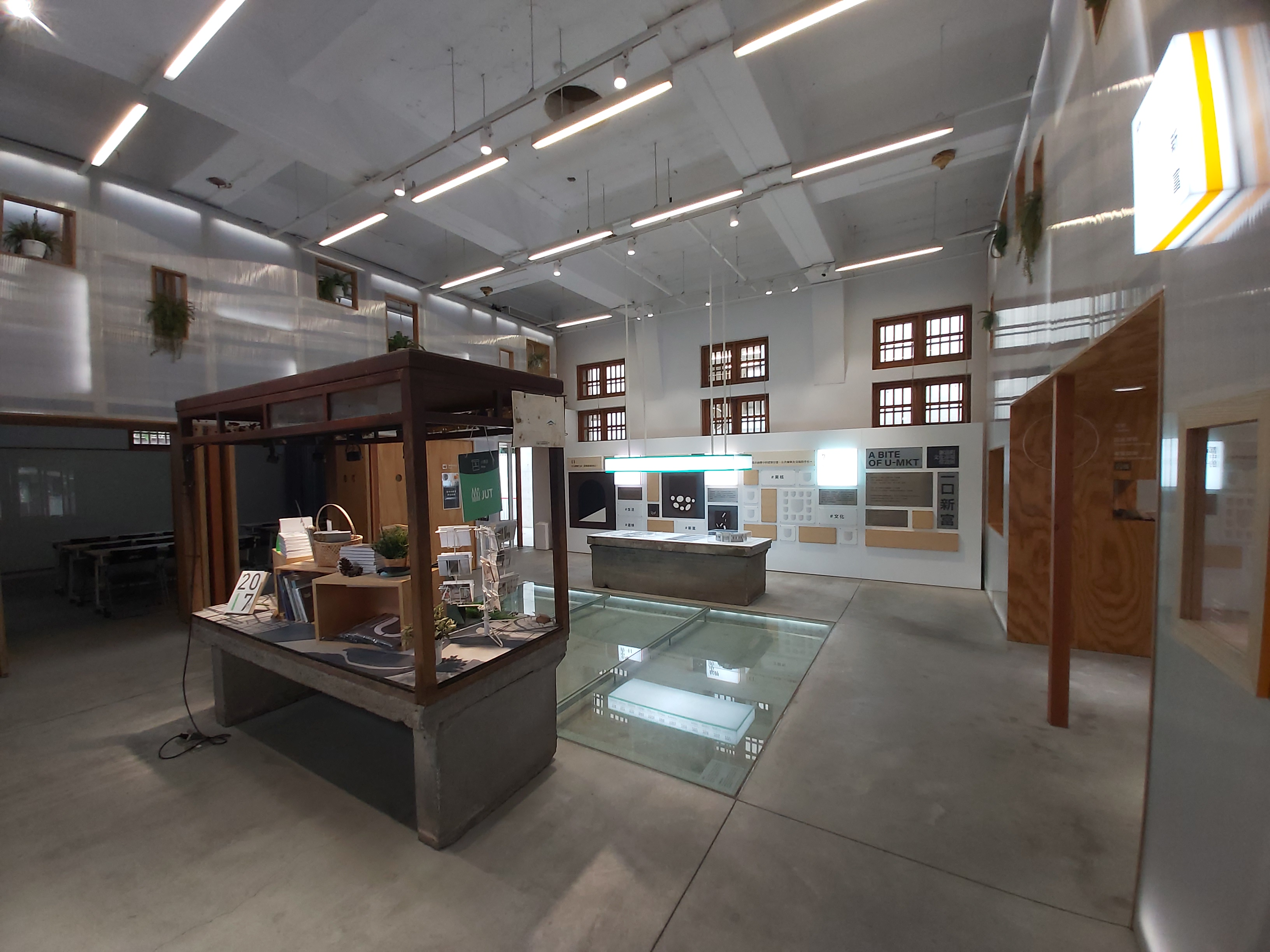
新富町文化市場展示廳

## 代表店家

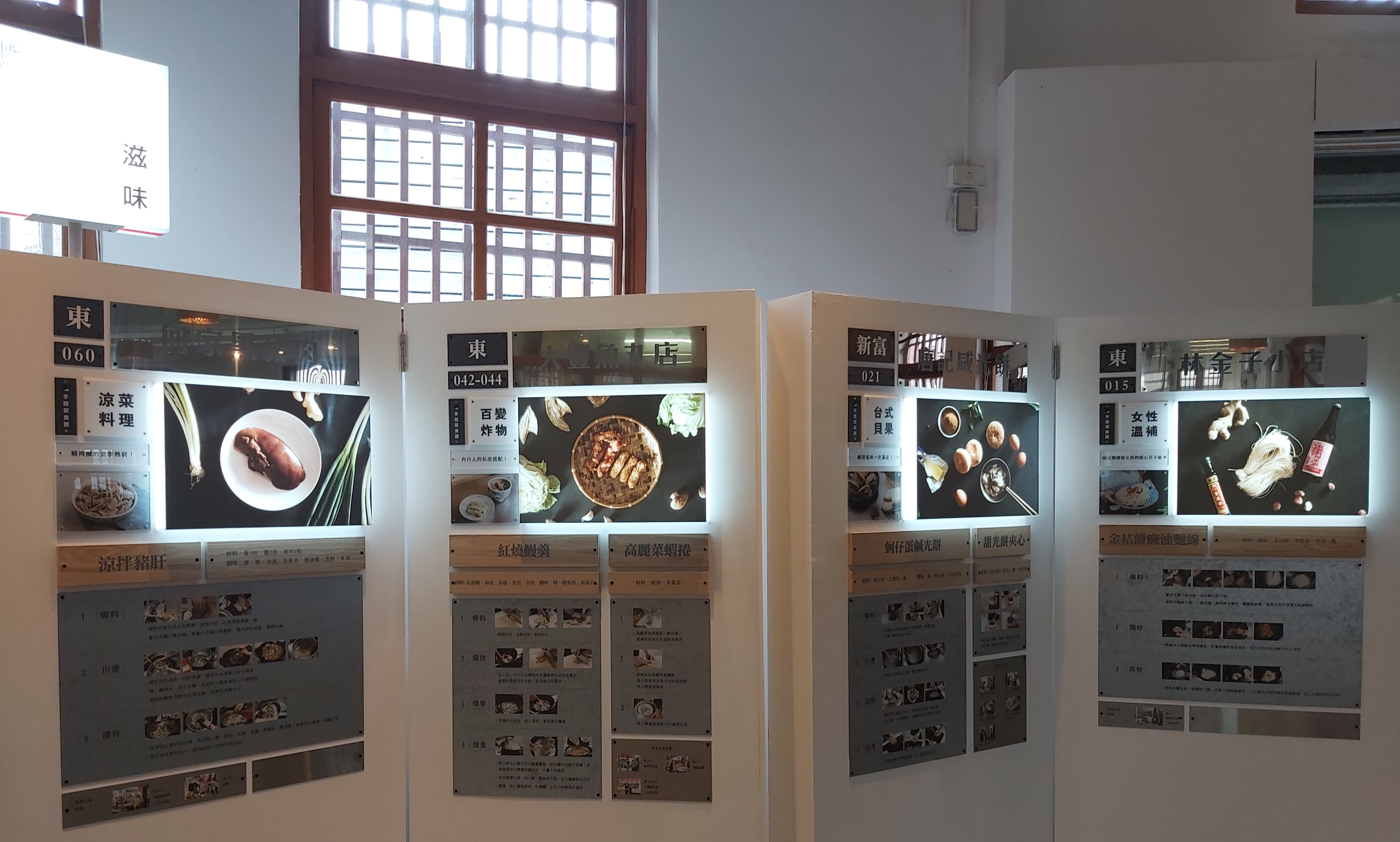
新富市場代表店家「何家黑豬肉」、「大豐魚丸店」、「唐記咸光餅」與「林金子小店」於常設展廳的相關介紹。

新富市場歷史悠久故而攤商雲集，市集中包含台東脫線雞、多餃舍、國本雞鴨行、林金子小店、玖筒雞肉鋪、蘇記土雞、酒釀蘿蔔、蜆蛤專賣店、阿虎嬸、唐記咸光餅、宜蘭古早味、菓物八百鋪、吳家魚店、紅龜伯粿店、何家黑豬肉、永恆製麵、源味香肉鬆、金禾壽司、石福菜舖、大豐魚丸店、阿婆油飯、繽紛抹布專賣店、徐媽媽生活五金雜貨、豬肉攤、基隆李魚丸店、永春裝潢行、馨都花苑等店商於該地經營多年，成為市場營運的代表象徵與穿梭今昔的歷史縮影。

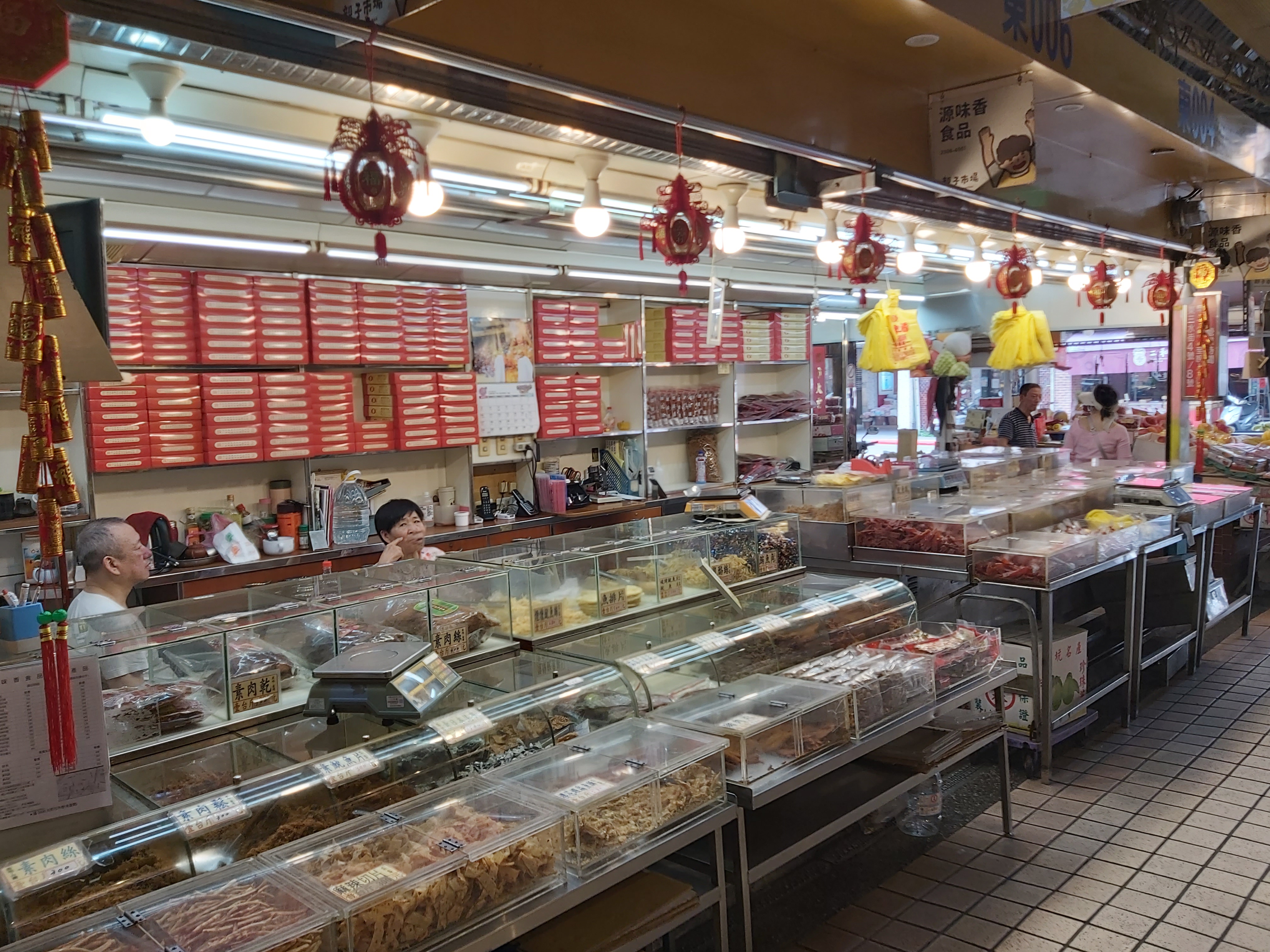
源味香食品行
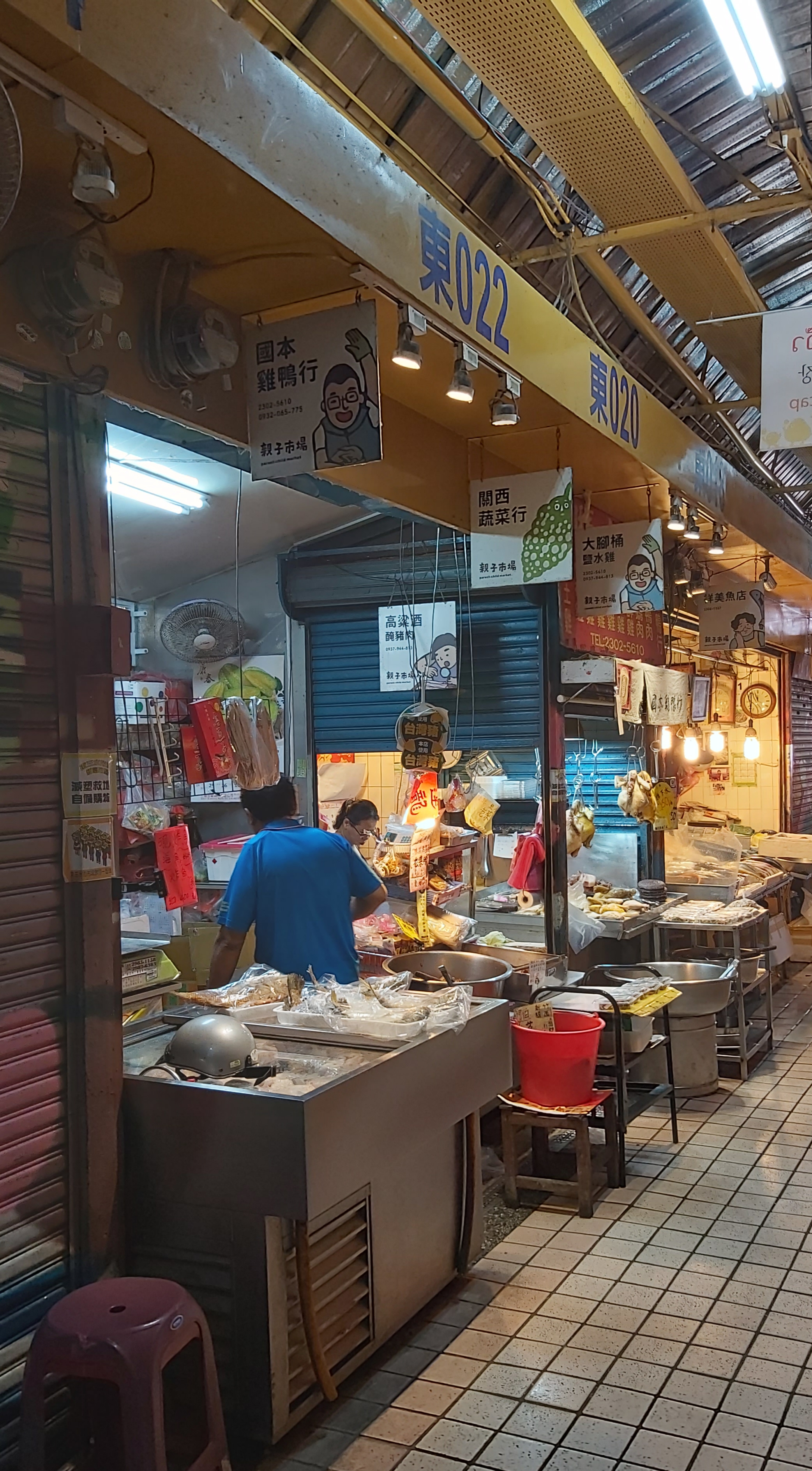
國本雞鴨行
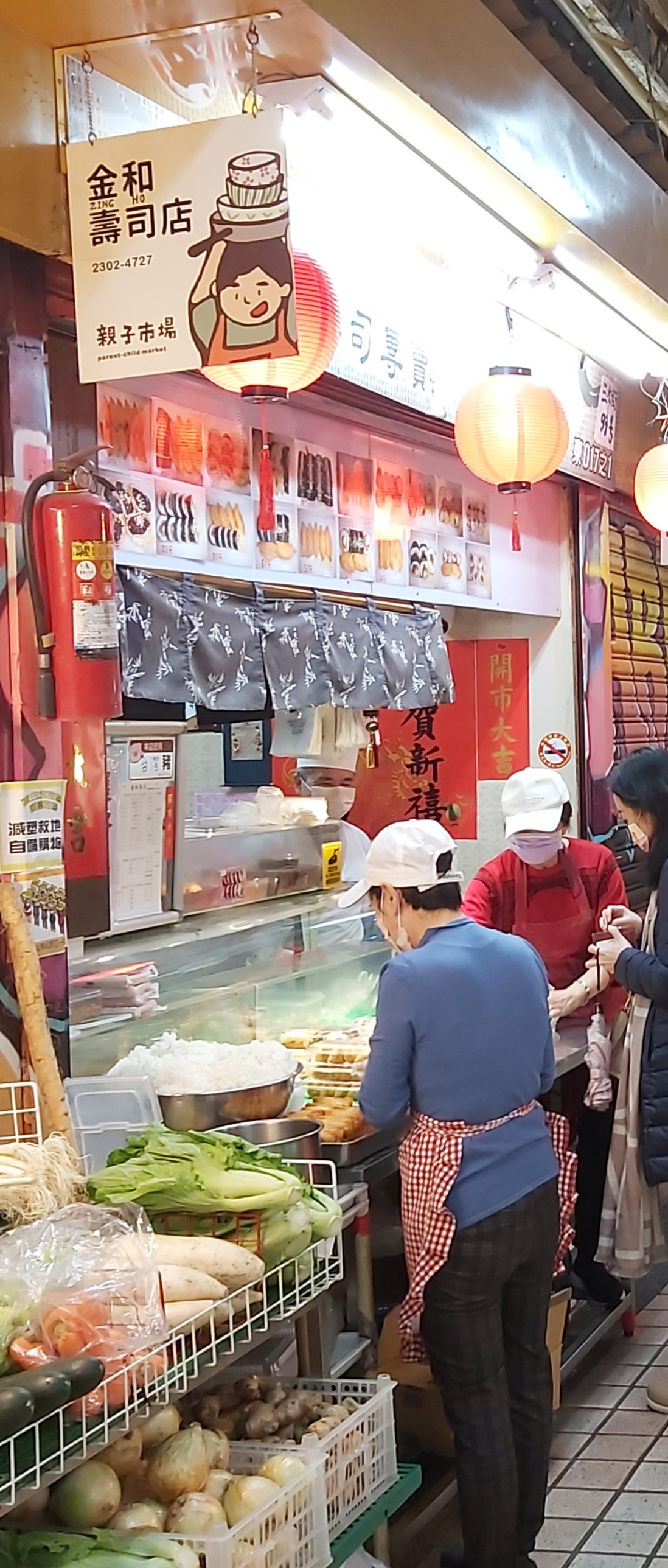
金和壽司店
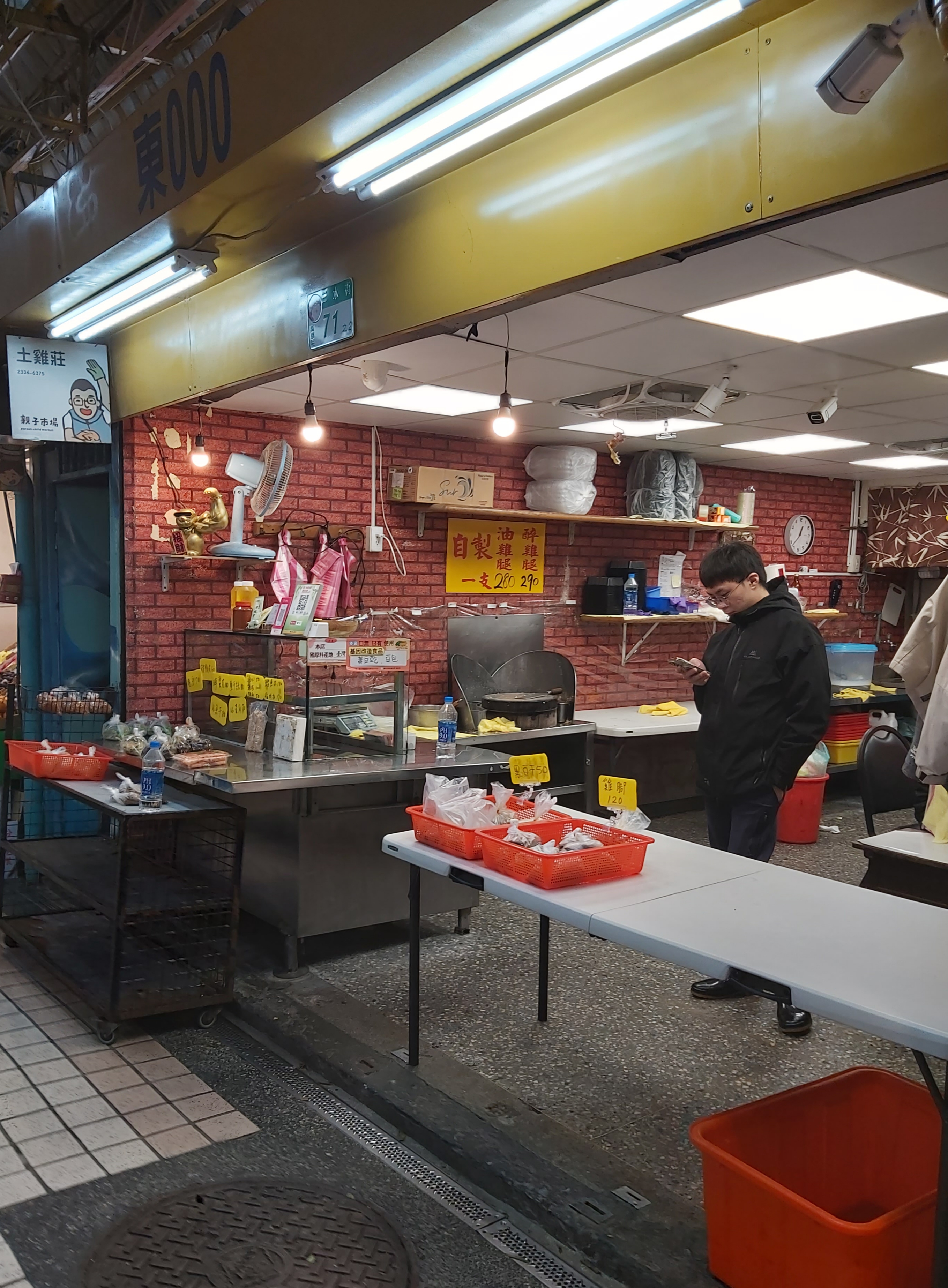
土雞莊
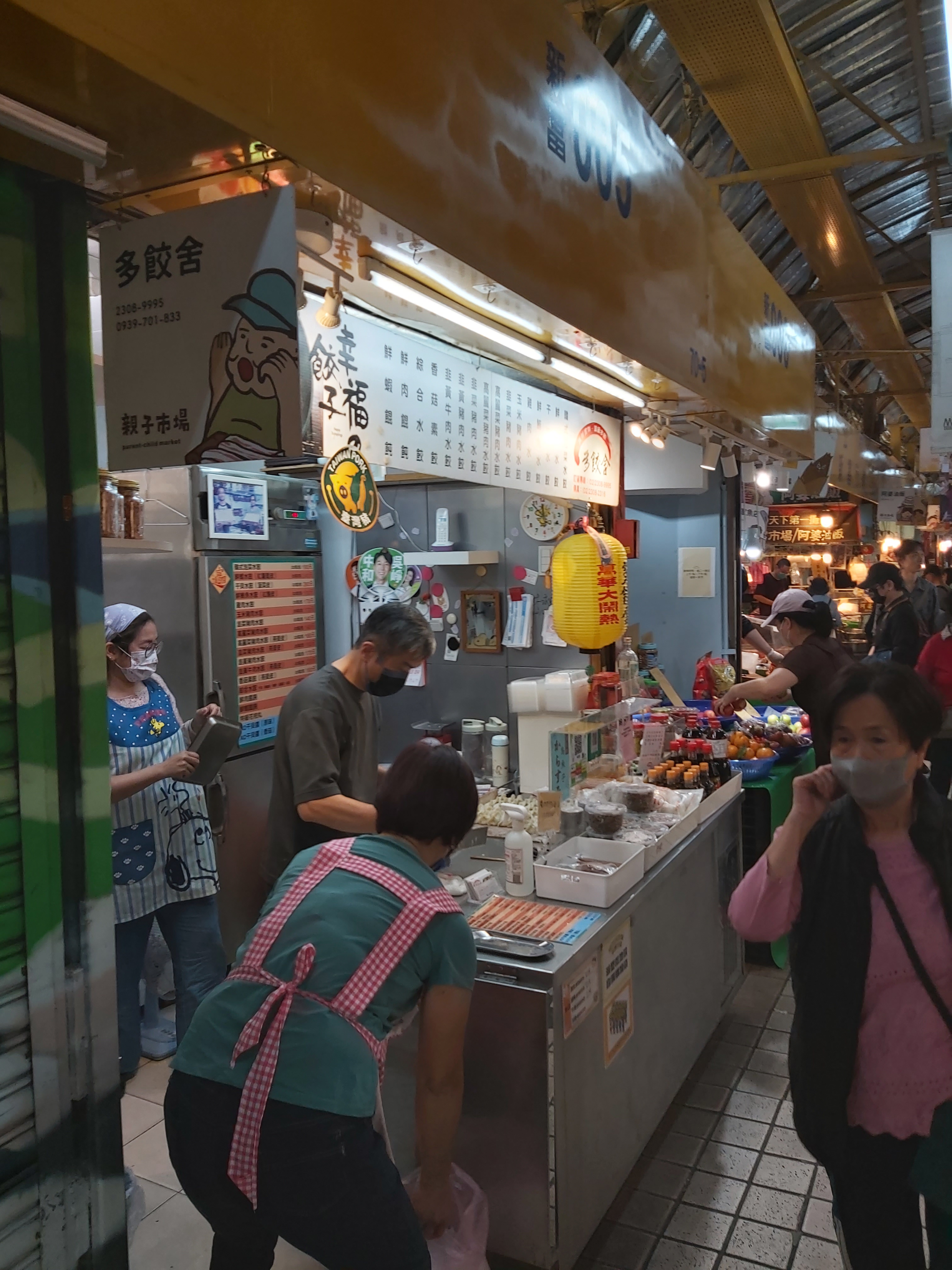
多餃舍
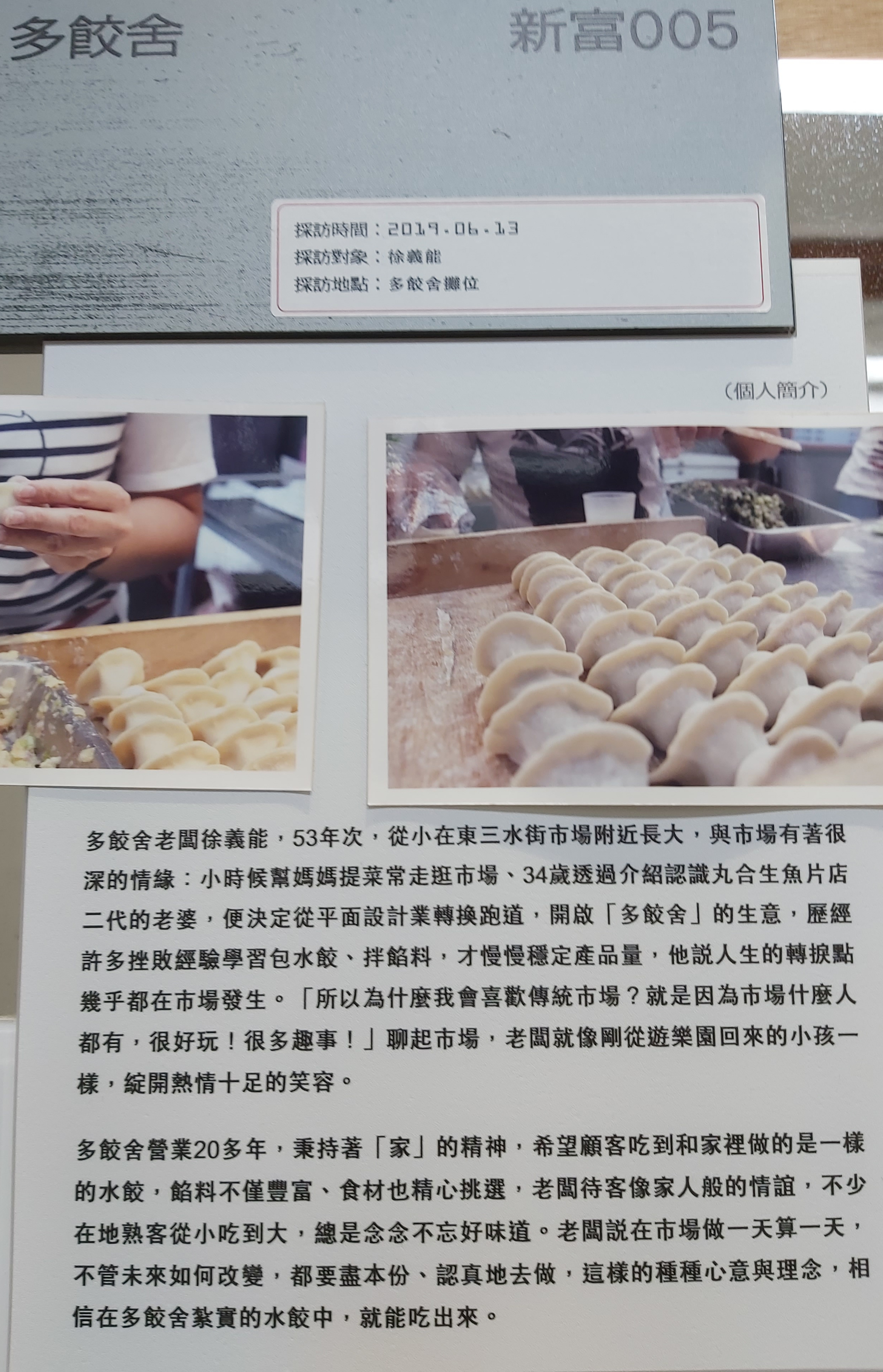
多餃舍解說牌
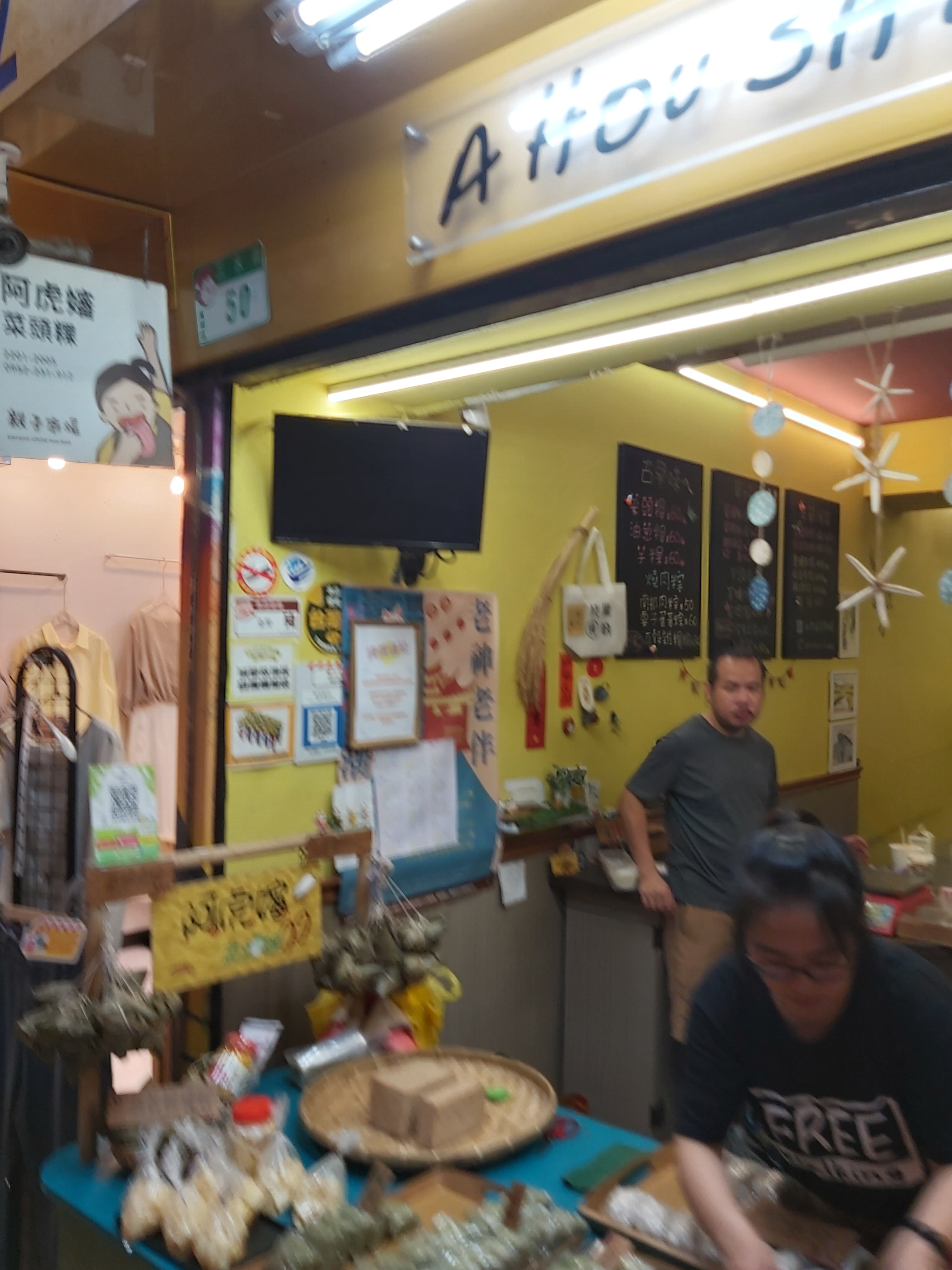
阿虎嬸菜頭粿
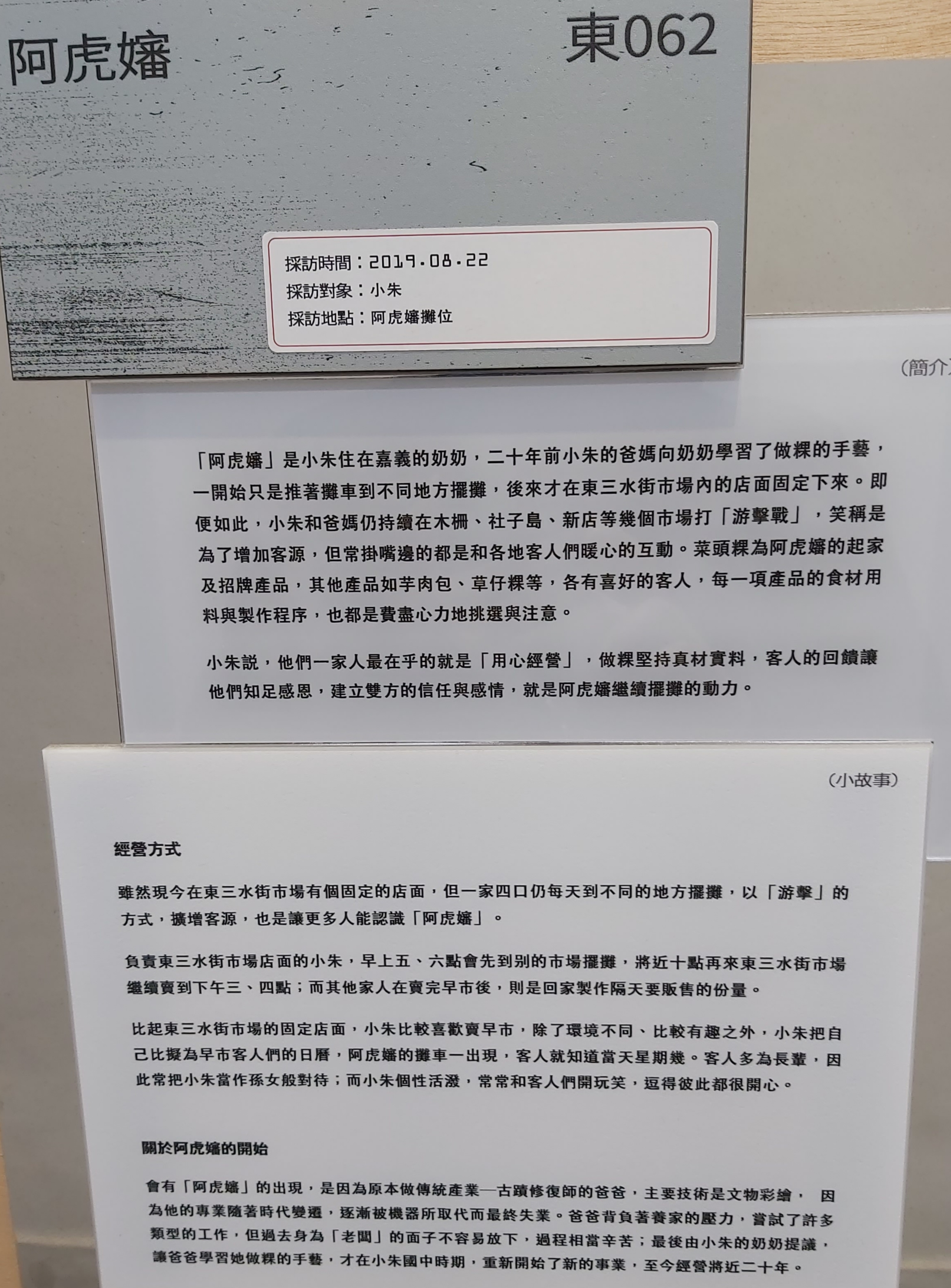
阿虎嬸解說牌
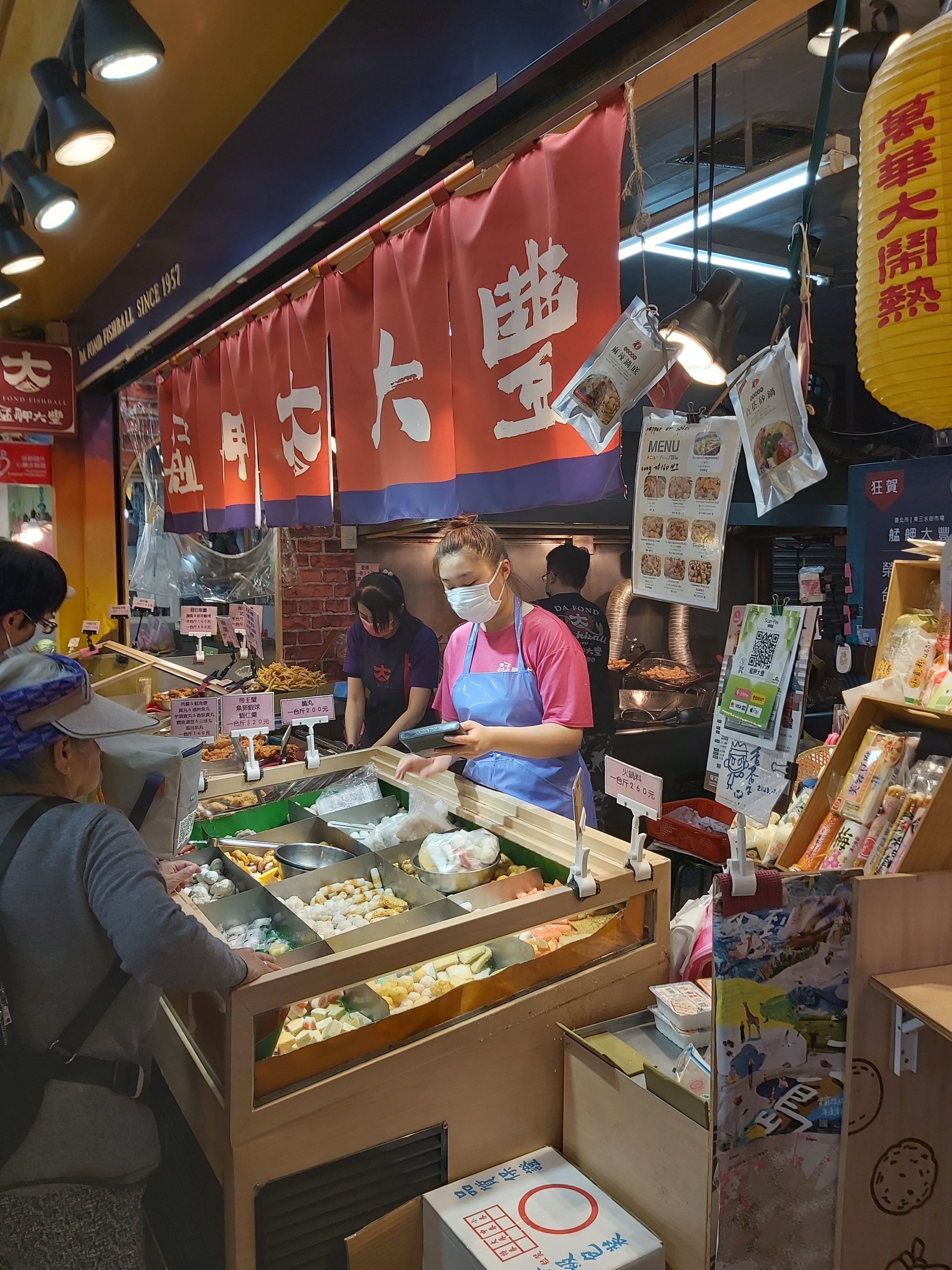
大豐魚丸店
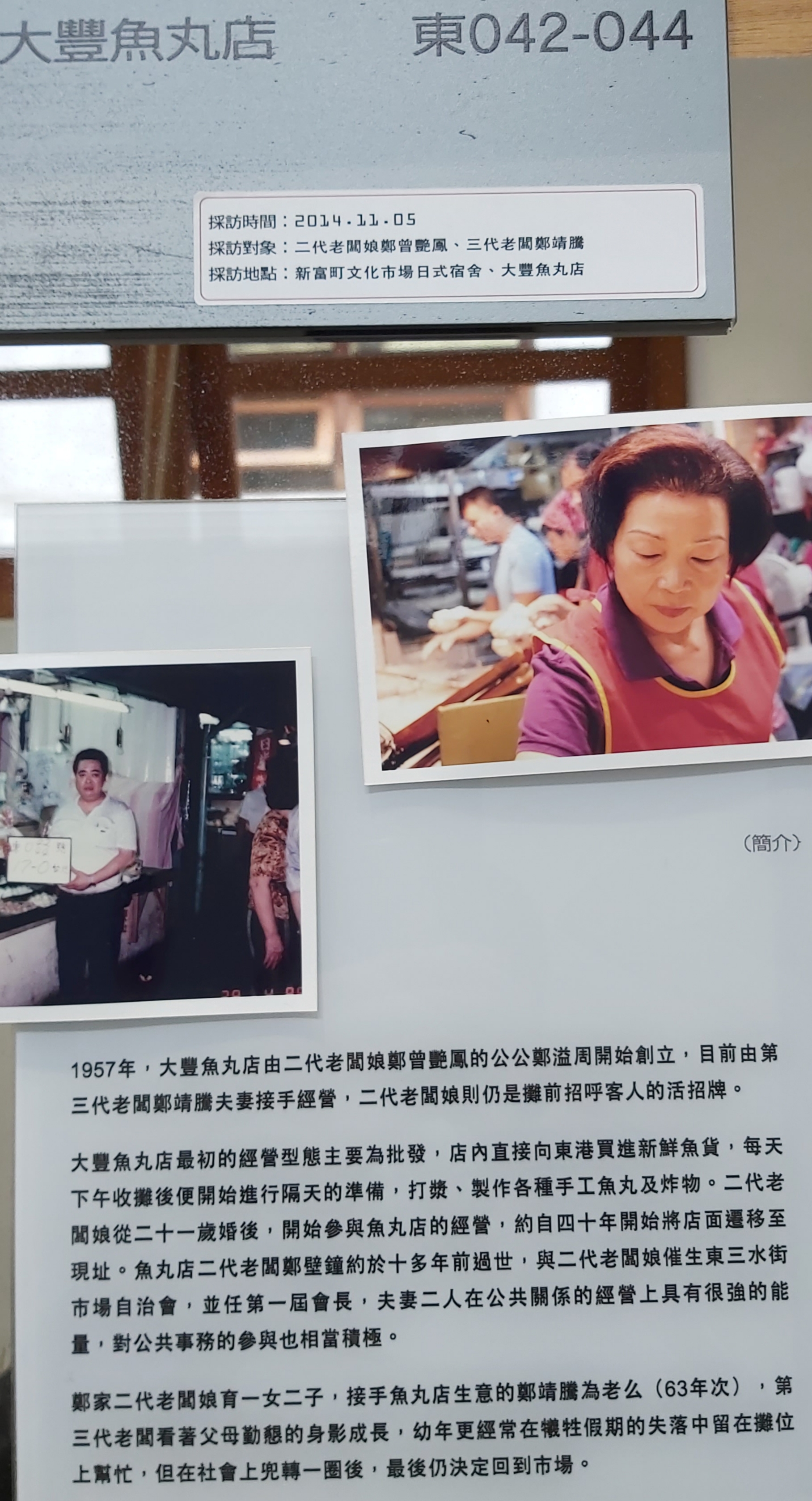
大豐魚丸店解說牌
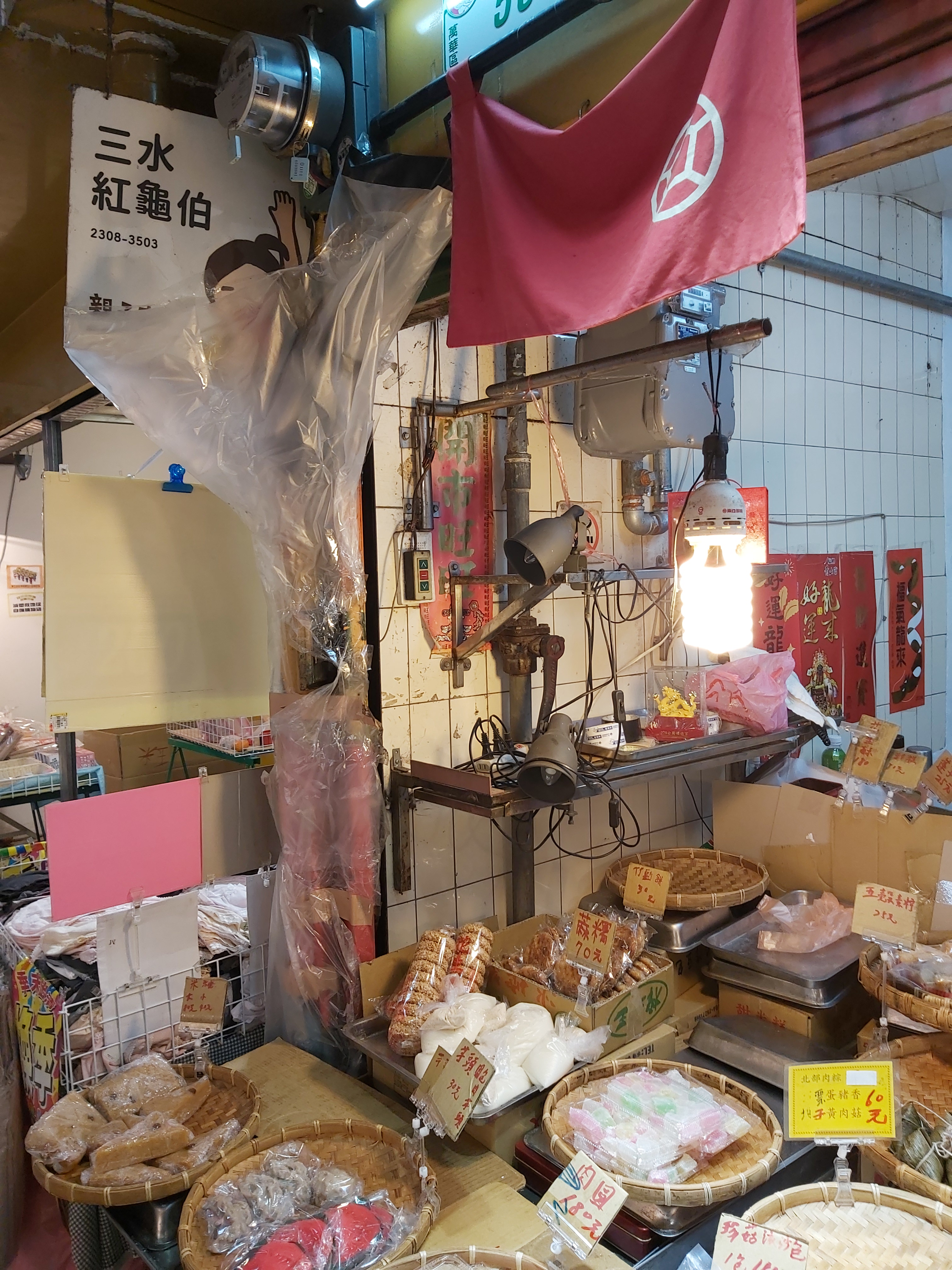
三水紅龜伯粿店
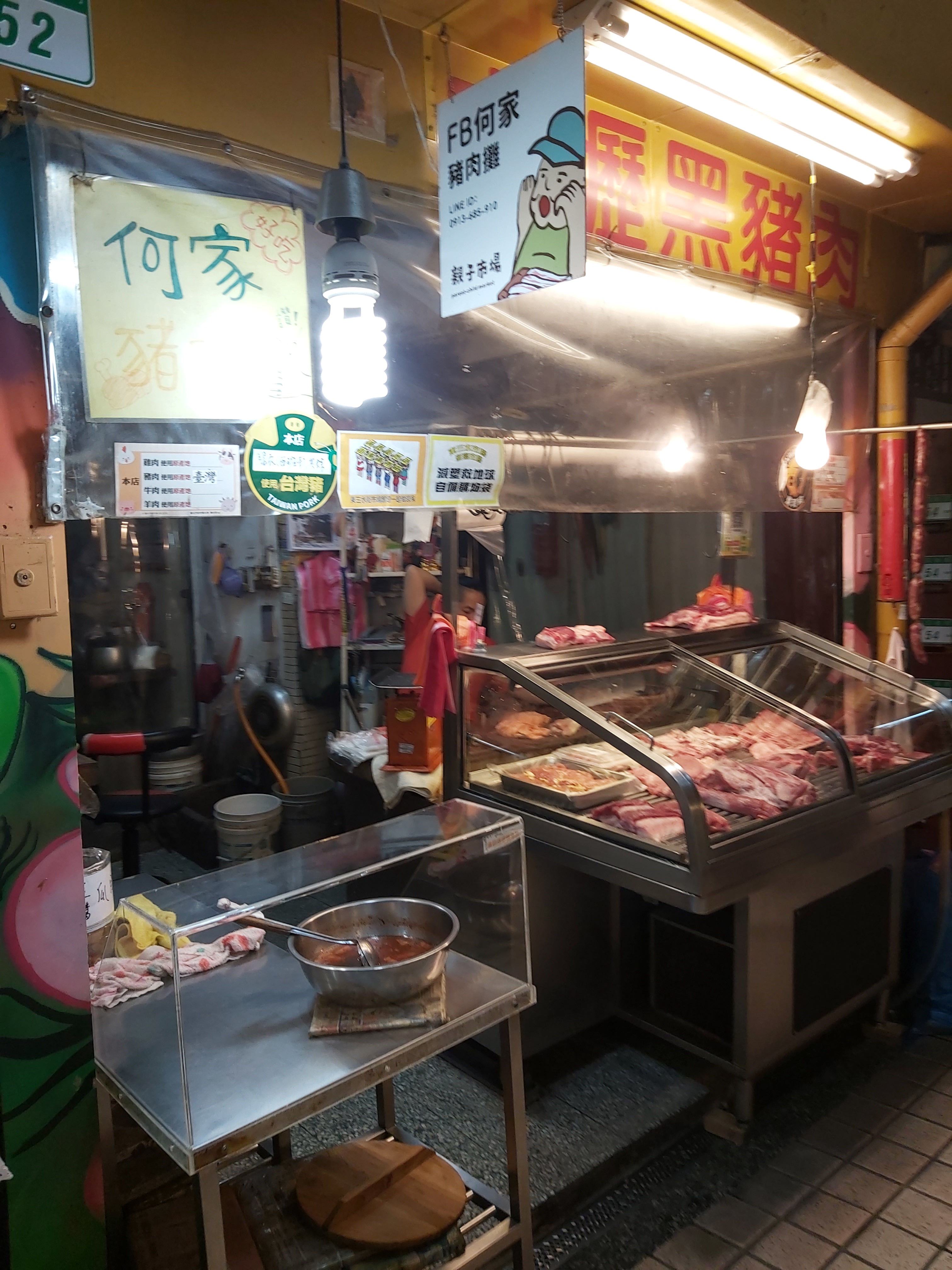
何家黑豬肉
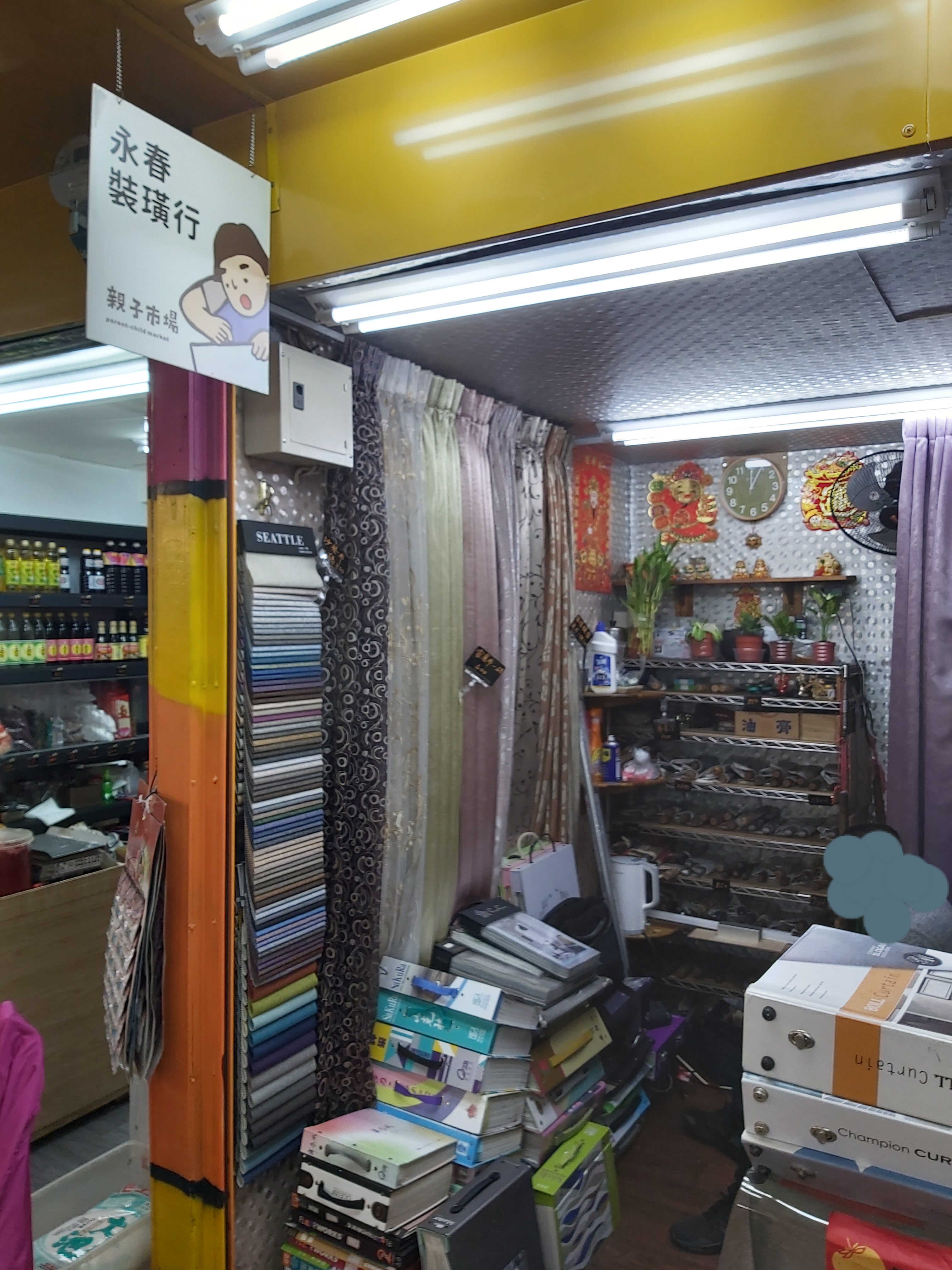
永春裝潢行
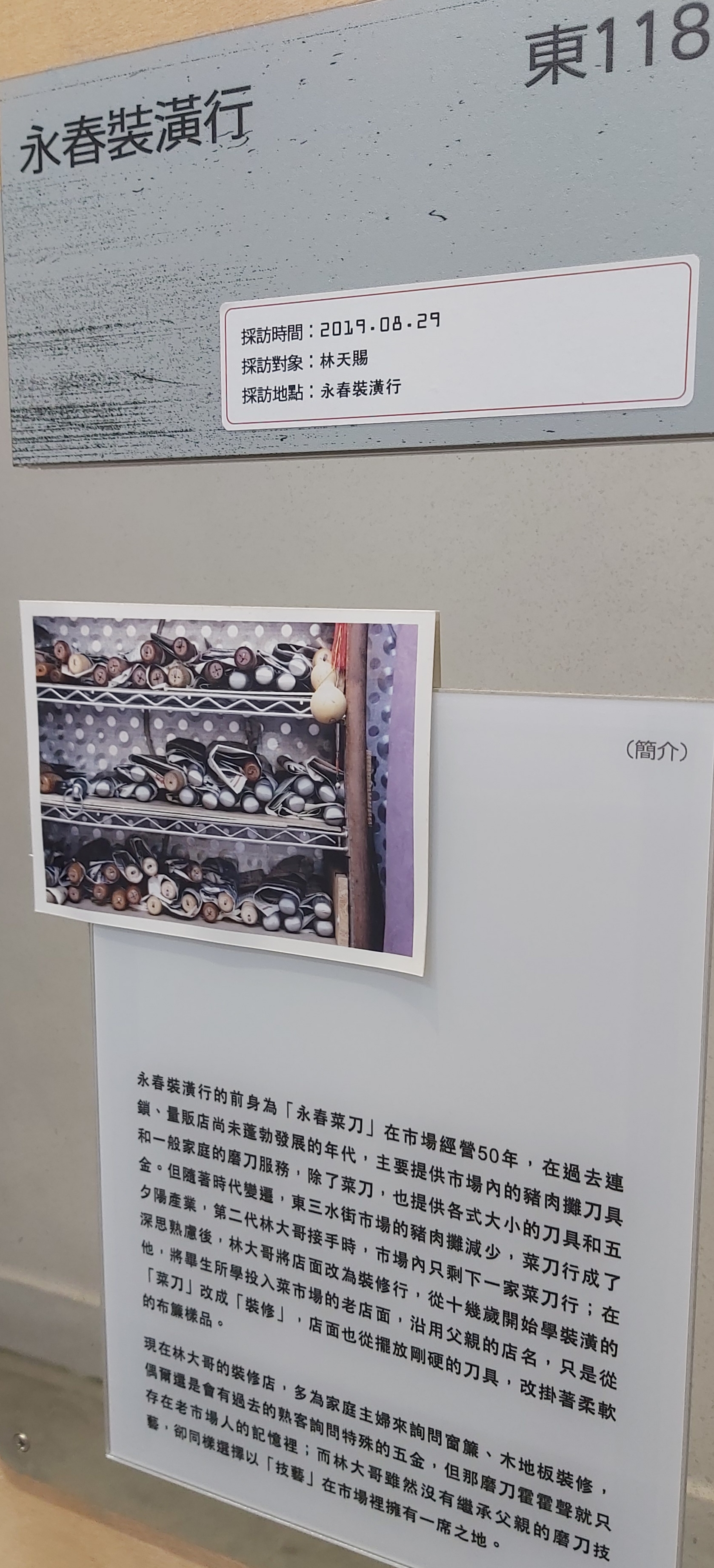
永春裝潢行解說牌
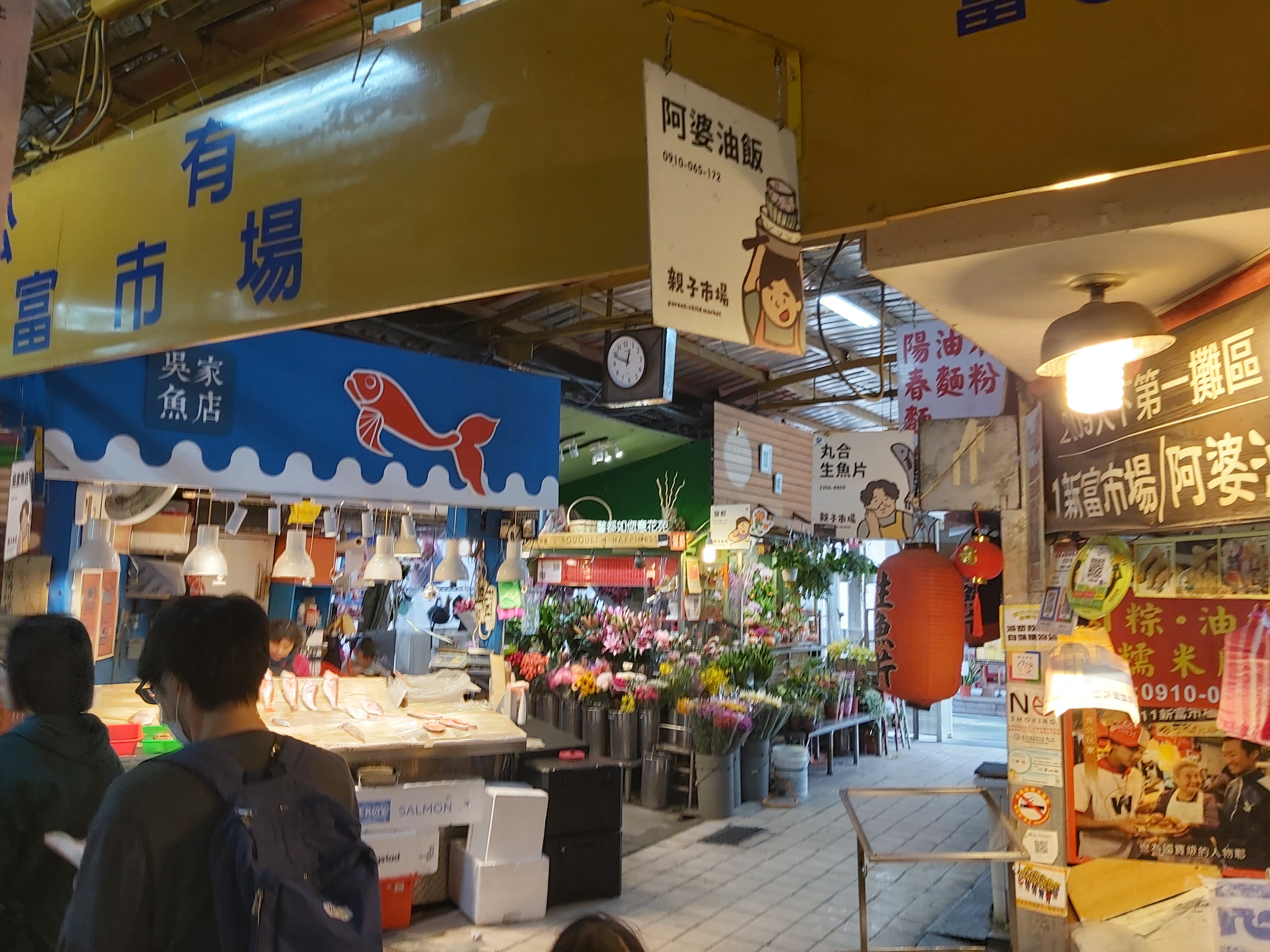
阿婆油飯、吳家魚店與馨都花苑
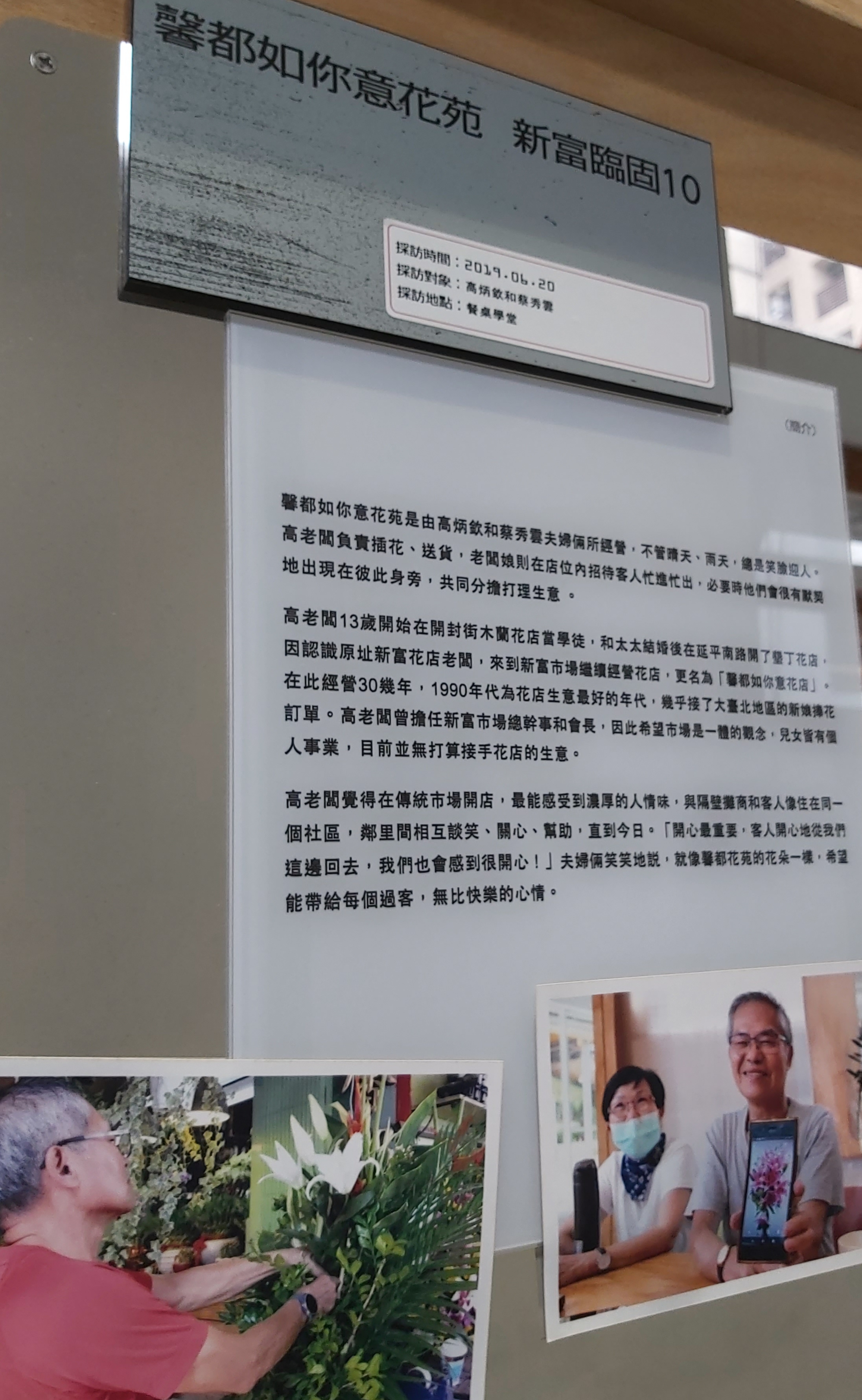
馨都花苑解說牌
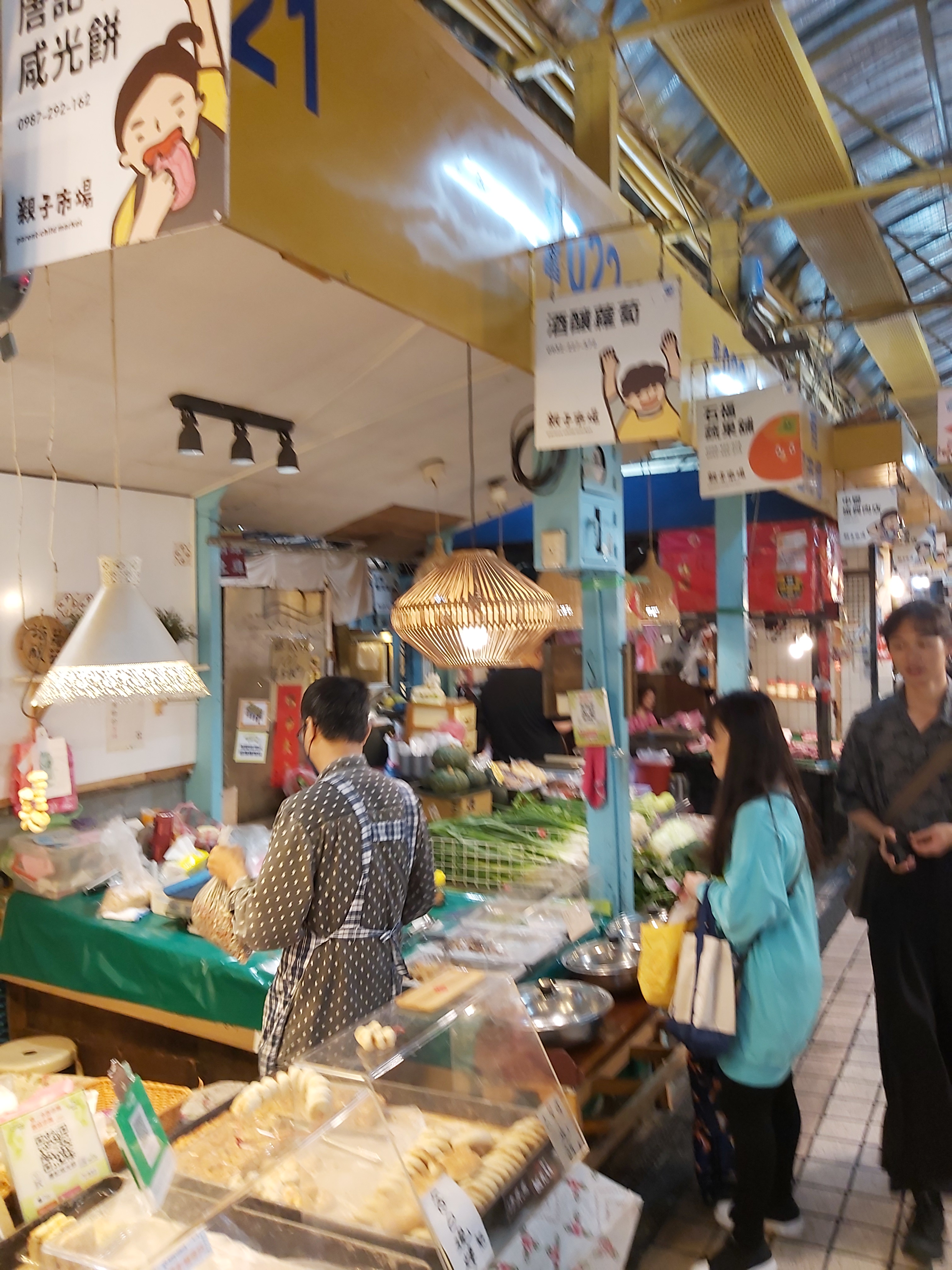
酒釀蘿蔔（中）與唐記咸光餅（左）、石福蔬果舖
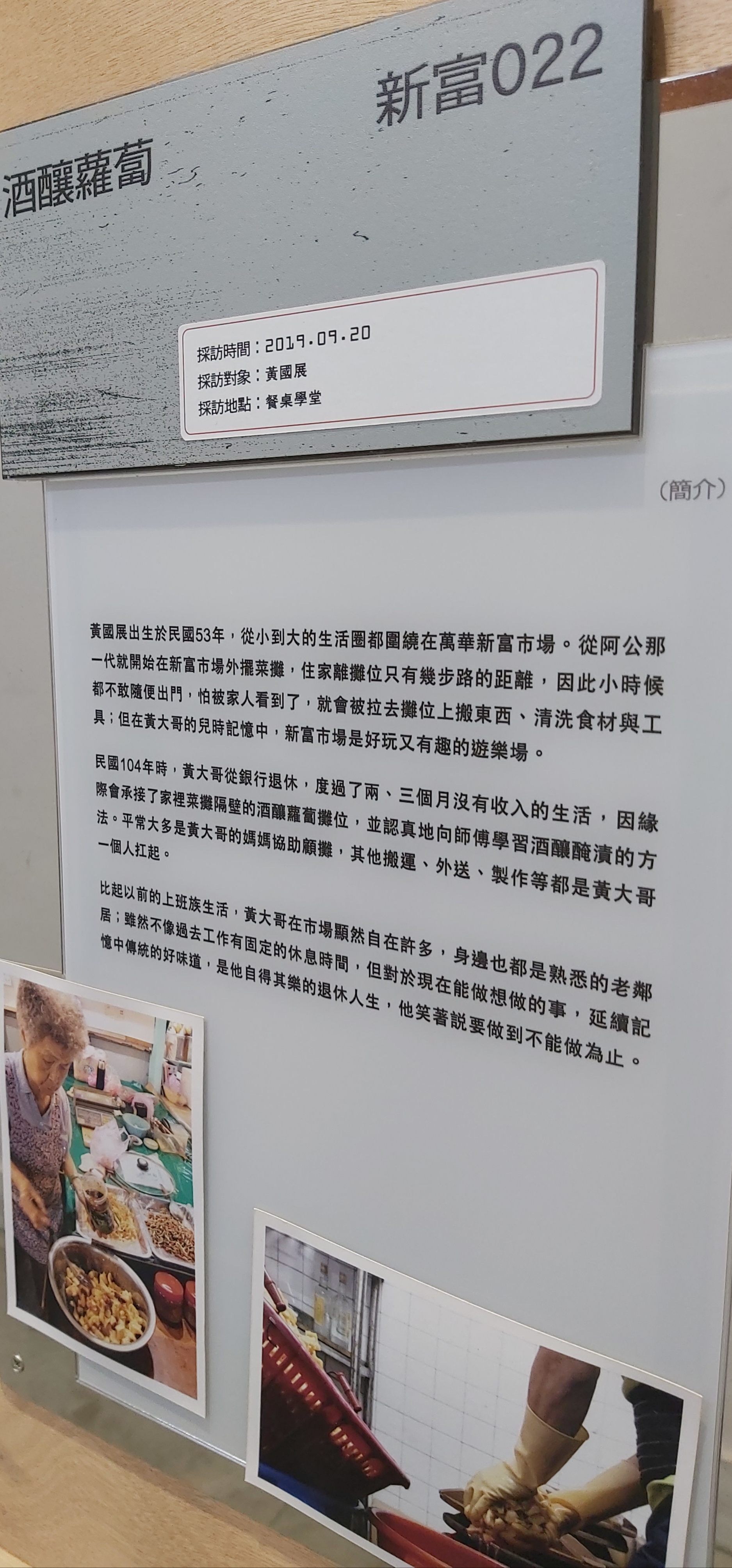
酒釀蘿蔔解說牌
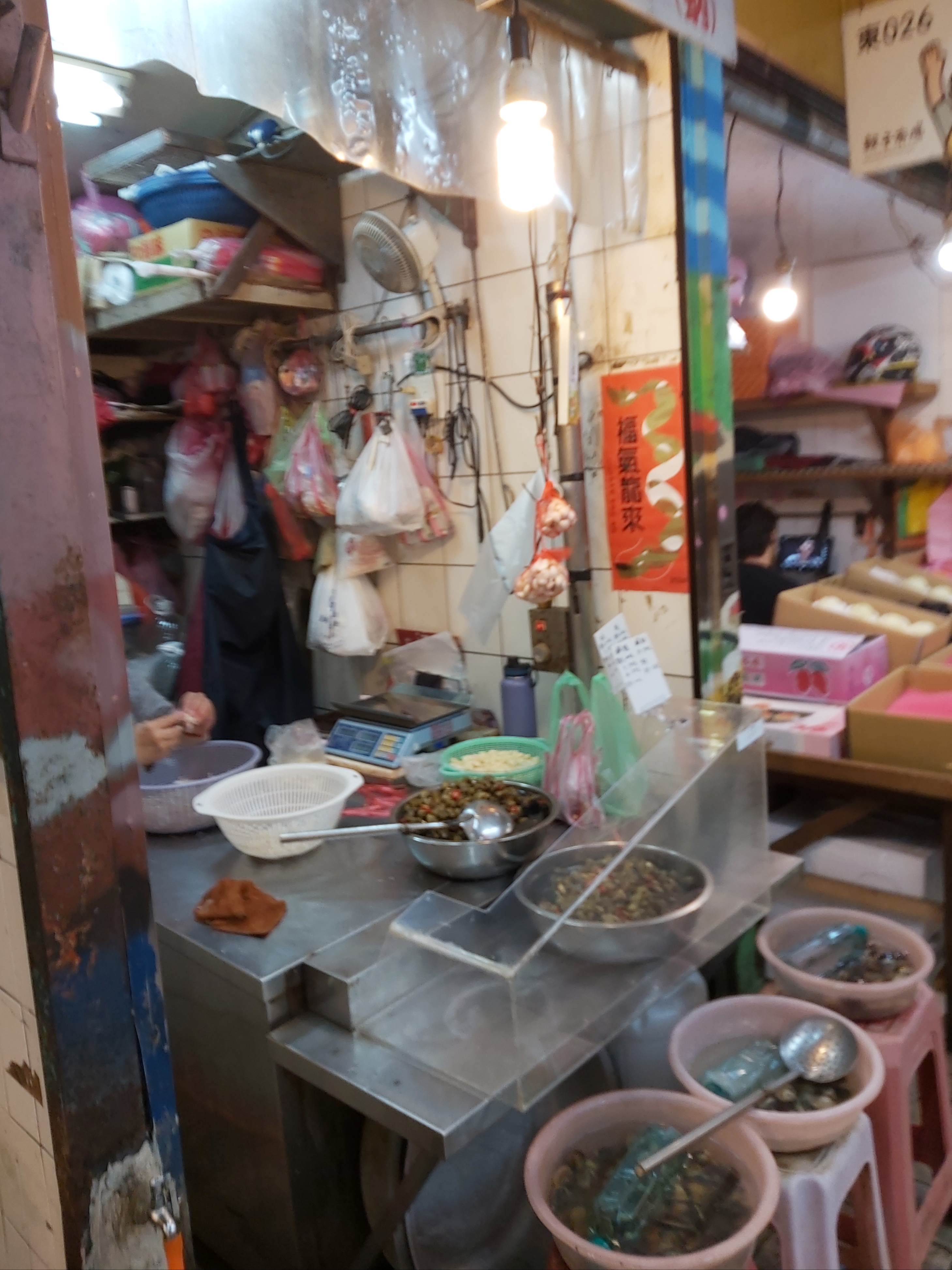
蜆蛤專賣店
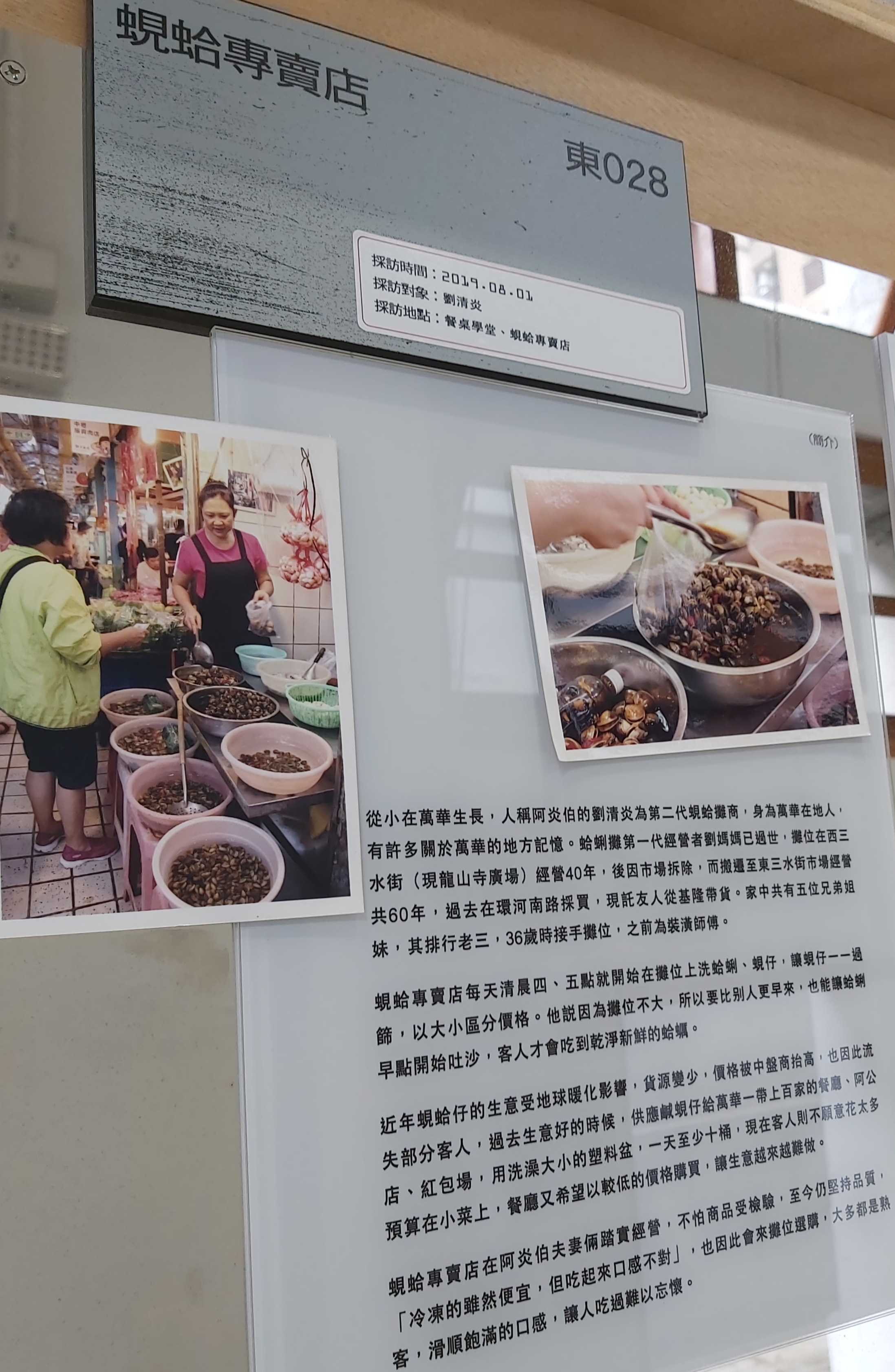
蜆蛤專賣店解說牌
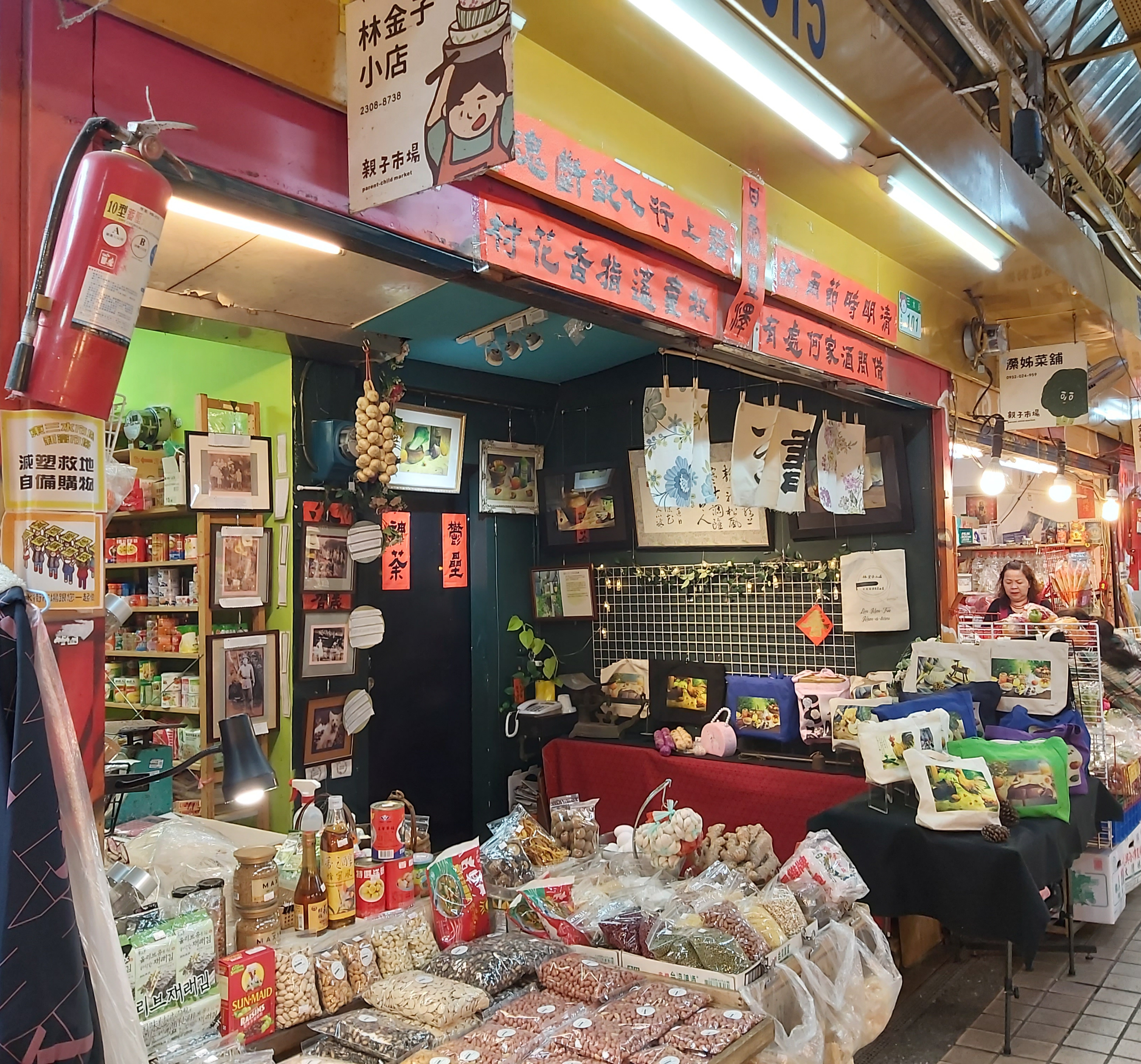
林金子小店
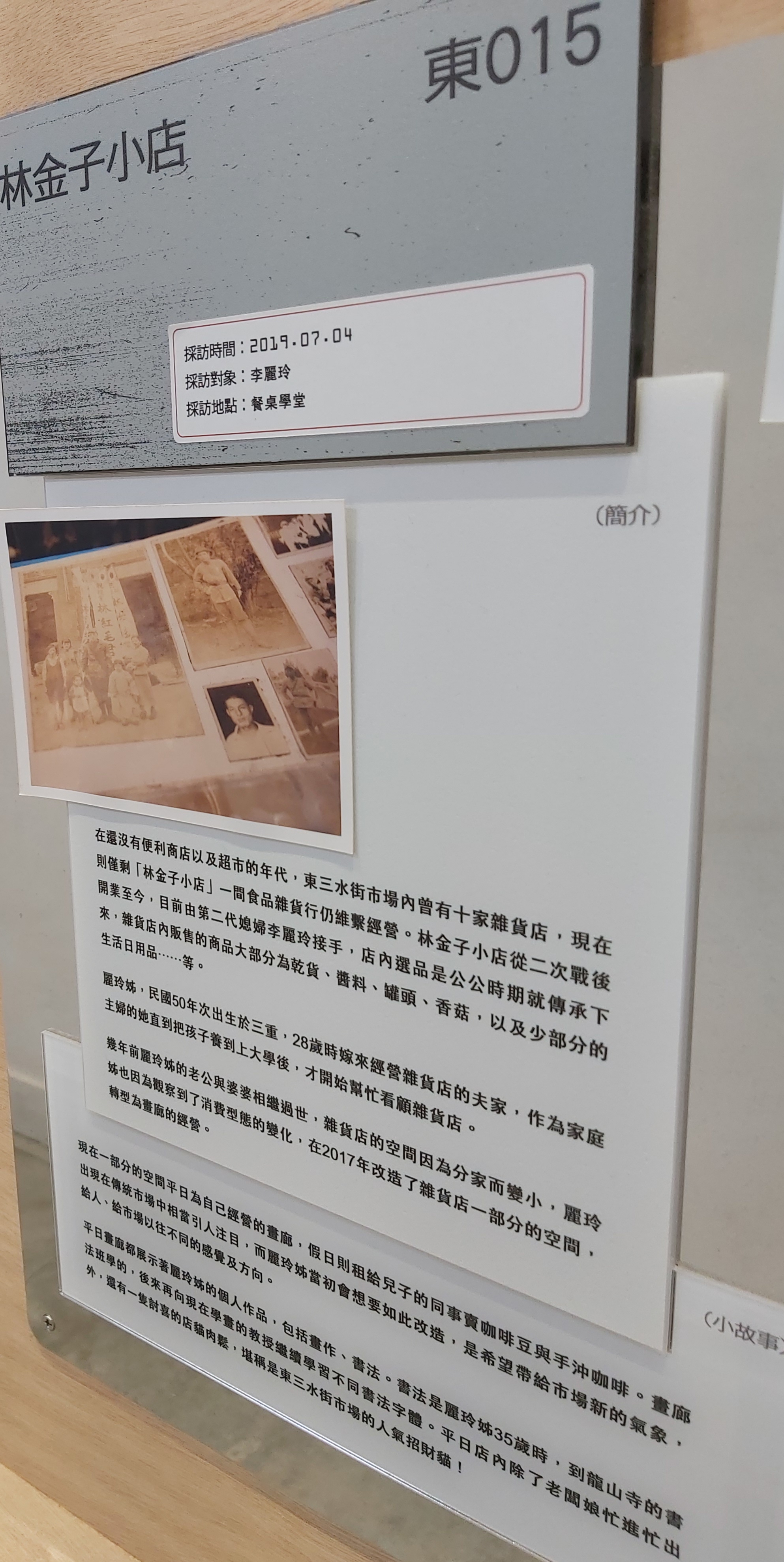
林金子小店解說牌
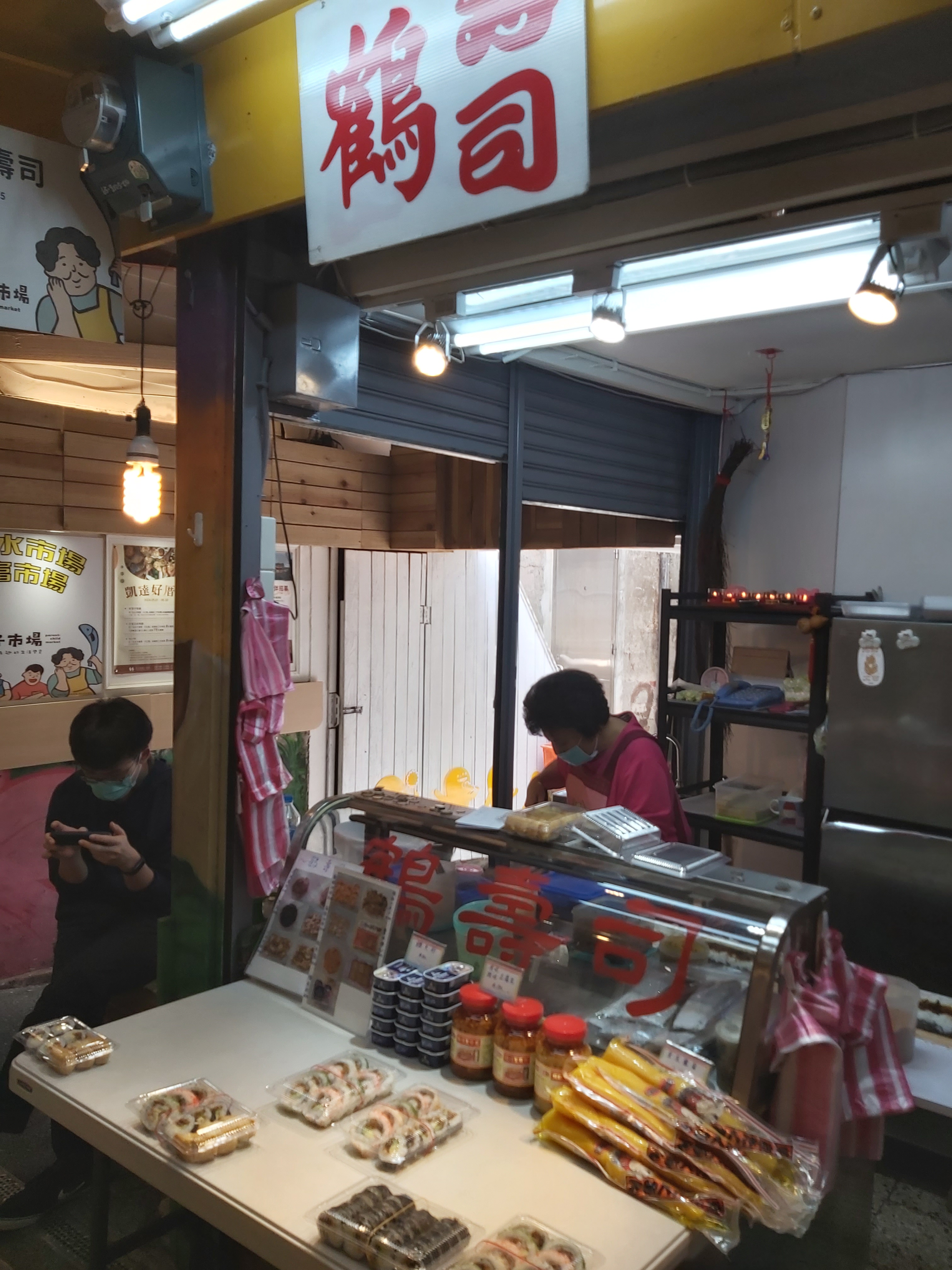
鶴壽司店
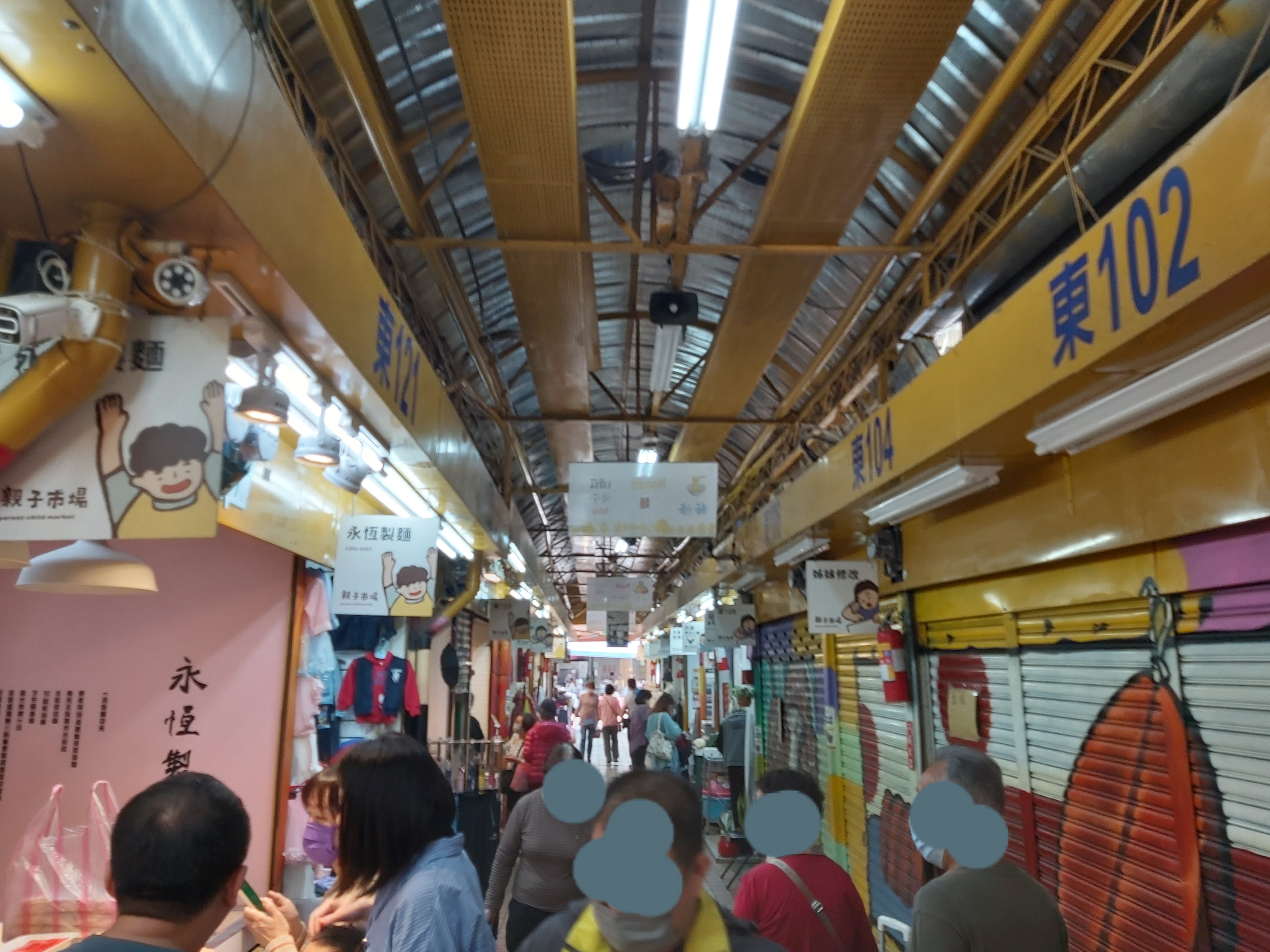
永恆製麵

## 外部連結
- 维基共享资源上的相關多媒體資源：新富市場
- 東三水街市場_新富市場  臺北旅遊網 （页面存档备份，存于）
- 臺北市市場處機關入口網-臺北市公有新富市場 （页面存档备份，存于）
- 臺北市市場處機關入口網-東三水街攤販集中場（俗稱東三水市場） （页面存档备份，存于）
- (台北市, 台灣)東三水街市場(新富市場) - 旅遊景點評論 - TripAdvisor （页面存档备份，存于）
- 新富町文化市場| 忠泰建築文化藝術基金會 （页面存档备份，存于）
- 新富町文化市場U-mkt （页面存档备份，存于）
- 新富町文化市場U-mkt的Facebook專頁
- YouTube上的Jut Foundation頻道
- 新富町文化市場U-mkt的Instagram帳戶